# Patrimoni de la Humanitat a Espanya

Logotip del programa Patrimoni de la Humanitat de la Unesco.

Logotip del programa Patrimoni Cultural Immaterial de la Humanitat de la Unesco.

Espanya va adoptar el 4 de maig de 1982 la Convenció per a la protecció del Patrimoni cultural i natural de la Humanitat de la Unesco de 1972. Dos anys més tard, el 1984, es van incorporar a la llista de béns Patrimoni de la Humanitat els primers cinc béns culturals situats a Espanya; La Alhambra i el Generalife a Granada, la Catedral de Burgos, la Mesquita de Còrdova, el Monestir i Lloc de l'Escorial a Madrid i Parc Güell, Palau Güell i Casa Milà a Barcelona.
El Patrimoni cultural immaterial de la Humanitat va sorgir en els anys 1990 com a contrapartida al Patrimoni de la Humanitat, per centrar-se els aspectes essencials de la cultura. En el 2001, la Unesco va realitzar una enquesta entre Estats i ONG per intentar acordar una definició, que va concloure amb la signatura de la Convenció per a la protecció del patrimoni immaterial l'any 2003. Els primers béns intangibles declarats, entre l'any 2001 i el 2005, van obtenir la categoria d'Obres Mestres del Patrimoni Oral i Intangible de la Humanitat, i van ser dues: el Misteri d'Elx i la Patum de Berga.
La llista del Patrimoni de la Humanitat a Espanya s'ha anat incrementant des de llavors i aquest país és el tercer amb major nombre de béns declarats Patrimoni de la Humanitat al món, per darrere d'Itàlia i Xina. Així, a data de 2022, 49 béns havien estat declarats a Espanya, dels quals:
- 41 són béns culturals.
- 3 són béns naturals.
- 1 són béns mixts.
- 4 béns són compartits amb altres països, un amb França, un altre amb Portugal, un tercer amb Eslovènia i un quart amb onze països europeus.

D'altra banda, Espanya compta amb 16 béns immaterials, és el segon país d'Europa amb un nombre més gran de béns declarats Patrimoni cultural immaterial, només per darrere de Croàcia.
A més, es troba la regió del món amb més béns culturals Patrimoni de la Humanitat: Castella i Lleó, amb 8 en total, per davant de les regions italianes de la Toscana i de la Llombardia, ambdues amb 6 béns.

El bé inscrit amb el nom Pirineus-Monte Perdido se situa en territori a banda i banda de la frontera entre Espanya i França, i és, per tant, compartit entre tots dos països. De la mateixa manera, el bé Llocs d'art rupestre prehistòric de la Vall del Côa i de Siega Verde està compartit entre Espanya i Portugal. El Patrimoni del mercuri (Almadén i Idrija) és una elecció conjunta entre Espanya i Eslovènia. La Dieta mediterrània va ser una candidatura conjunta d'Espanya amb Itàlia, el Marroc i Grècia, mentre que la Falconeria va ser una candidatura conjunta de més de deu països d'Europa, Àsia i Àfrica.

## Béns culturals i naturals

### Taula resum
| Tipus                | Any        | Nom                                                                                          | Localització                                                                        | Imatge |
| -------------------- | ---------- | -------------------------------------------------------------------------------------------- | ----------------------------------------------------------------------------------- | ------ |
| Bé cultural          | 1984, 1994 | Alhambra, Generalife i Albaicín de Granada                                                   | Andalusia                                                                           |        |
| Bé cultural          | 1984, 2014 | Catedral i Centre Històric de Burgos                                                         | Castella i Lleó                                                                     |        |
| Bé cultural          | 1984, 1994 | Mesquita de Còrdova i centre històric de Còrdova                                             | Andalusia                                                                           |        |
| Bé cultural          | 1984       | Monestir d'El Escorial i lloc, Madrid                                                        | Madrid                                                                              |        |
| Bé cultural          | 1984, 2005 | Obres d'Antoni Gaudí                                                                         | Catalunya                                                                           |        |
| Bé cultural          | 1985, 2007 | Casc antic d'Àvila i esglésies extramurs                                                     | Castella i Lleó                                                                     |        |
| Bé cultural          | 1985       | Casc antic de Santiago de Compostel·la                                                       | Galícia                                                                             |        |
| Bé cultural          | 1985       | Casc antic i aqüeducte de Segovia                                                            | Castella i Lleó                                                                     |        |
| Bé cultural          | 1985, 2008 | Cova d'Altamira i art rupestre paleolític del nord d'Espanya                                 | Cantàbria, Astúries i País Basc                                                     |        |
| Bé cultural          | 1985, 1998 | Monuments d'Oviedo i el Regne d'Astúries                                                     | Astúries                                                                            |        |
| Bé cultural          | 1986, 2001 | Arquitectura mudèjar d'Aragó                                                                 | Aragó                                                                               |        |
| Bé cultural          | 1986       | Casc antic de Càceres                                                                        | Extremadura                                                                         |        |
| Bé cultural          | 1986       | Ciutat històrica de Toledo                                                                   | Castella-La Manxa                                                                   |        |
| Bé natural           | 1986       | Parc Nacional de Garajonay                                                                   | Canàries                                                                            |        |
| Bé cultural          | 1987       | Catedral, Alcàsser i Arxiu General d'Índies a Sevilla                                        | Andalusia                                                                           |        |
| Bé cultural          | 1988       | Casc antic de Salamanca                                                                      | Castella i Lleó                                                                     |        |
| Bé cultural          | 1991       | Monestir de Poblet                                                                           | Catalunya                                                                           |        |
| Bé cultural          | 1993       | Conjunt arqueològic de Mèrida                                                                | Extremadura                                                                         |        |
| Bé cultural          | 1993, 2015 | El Camino de Santiago                                                                        | Aragó, Castella i Lleó, Galícia, La Rioja, País Basc, Cantàbria, Astúries i Navarra |        |
| Bé cultural          | 1993       | Reial Monestir de Santa Maria de Guadalupe                                                   | Extremadura                                                                         |        |
| Bé natural           | 1994, 2005 | Parc Nacional de Doñana                                                                      | Andalusia                                                                           |        |
| Bé cultural          | 1996       | Ciutat històrica fortificada de Conca                                                        | Castella-La Manxa                                                                   |        |
| Bé cultural          | 1996       | La Llotja de la Seda de València                                                             | Comunitat Valenciana                                                                |        |
| Bé cultural          | 1997       | Las Médulas                                                                                  | Castella i Lleó                                                                     |        |
| Bé cultural          | 1997       | Monestirs de San Millán de Yuso i de Suso                                                    | La Rioja                                                                            |        |
| Bé cultural          | 1997       | Palau de la Música Catalana i Hospital de Sant Pau, Barcelona                                | Catalunya                                                                           |        |
| Bé mixto             | 1997, 1999 | Mont Perdut                                                                                  | Aragó i França                                                                      |        |
| Bé cultural          | 1998       | Art rupestre de l'Arc Mediterrani de la Península Ibèrica                                    | Andalusia, Aragó, Castella-La Manxa, Catalunya, Comunitat Valenciana i Múrcia       |        |
| Bé cultural          | 1998       | Universitat i nucli històric d'Alcalá de Henares                                             | Madrid                                                                              |        |
| Bé mixto             | 1999       | Eivissa, biodiversitat i cultura                                                             | Balears                                                                             |        |
| Bé cultural          | 1999       | San Cristóbal de La Laguna                                                                   | Canàries                                                                            |        |
| Bé cultural          | 2000       | Conjunt arqueològic de Tàrraco                                                               | Catalunya                                                                           |        |
| Bé cultural          | 2000       | Esglésies romàniques catalanes de la Vall de Boí                                             | Catalunya                                                                           |        |
| Bé cultural          | 2000       | Muralla romana de Lugo                                                                       | Galícia                                                                             |        |
| Bé cultural          | 2000       | Palmerar d'Elx                                                                               | Comunitat Valenciana                                                                |        |
| Bé cultural          | 2000       | Jaciment arqueològic d'Atapuerca                                                             | Castella i Lleó                                                                     |        |
| Bé immaterial        | 2001       | Misteri d'Elx                                                                                | Comunitat Valenciana                                                                |        |
| Bé cultural          | 2001       | Paisatge cultural d'Aranjuez                                                                 | Madrid                                                                              |        |
| Bé cultural          | 2003       | Conjunts monumentals renaixentistes d'Úbeda i Baeza                                          | Andalusia                                                                           |        |
| Bé immaterial        | 2005       | Patum de Berga                                                                               | Catalunya                                                                           |        |
| Bé cultural          | 2006       | Pont de Biscaia                                                                              | País Basc                                                                           |        |
| Bé natural           | 2007       | Parc Nacional del Teide                                                                      | Canàries                                                                            |        |
| Bé natural           | 2007, 2017 | Fageda verge dels Carpats i d'altres regions d'Europa                                        | Espanya i altres 11 països d'Europa                                                 |        |
| Bé cultural          | 2009       | Torre d'Hércules                                                                             | Galícia                                                                             |        |
| Bé immaterial        | 2009       | Silbo Gomero                                                                                 | Canàries                                                                            |        |
| Bé immaterial        | 2009       | Tribunals de regants del Mediterrani                                                         | Múrcia, Comunitat Valenciana                                                        |        |
| Bé cultural          | 2010       | Llocs d'art rupestre prehistòric de la Vall del Côa i de Siega Verde                         | Castella i Lleó i Portugal                                                          |        |
| Bé immaterial        | 2010       | Cant de la Sibil·la de Mallorca                                                              | Balears                                                                             |        |
| Bé immaterial        | 2010       | Flamenc                                                                                      | Espanya                                                                             |        |
| Bé immaterial        | 2010       | Castells                                                                                     | Catalunya                                                                           |        |
| Bé immaterial        | 2010       | Dieta mediterrània                                                                           | Espanya, Itàlia, França, Grècia i Marroc                                            |        |
| Bé immaterial        | 2010       | Falconeria, patrimoni humà viu                                                               | Espanya i d'altres deu països d'Europa, Àfrica i Àsia                               |        |
| Bé cultural          | 2011       | Paisatge cultural de la Serra de Tramuntana                                                  | Balears                                                                             |        |
| Bé immaterial        | 2011       | La festa de «la Mare de Déu de la Salut» d'Algemesí                                          | Comunitat Valenciana                                                                |        |
| Bé cultural          | 2012       | Patrimoni del mercuri. Almadén i Idrija                                                      | Castella-La Manxa i Eslovènia                                                       |        |
| Bé immaterial        | 2012       | Festival de los Patios de Còrdova                                                            | Andalusia                                                                           |        |
| Bé cultural en sèrie | 2016       | Lloc dels Dòlmens d'Antequera                                                                | Andalusia                                                                           |        |
| Bé immaterial        | 2016       | La festa de les Falles de València                                                           | Comunitat Valenciana                                                                |        |
| Bé cultural          | 2018       | Madīnat al-Zahrā                                                                             | Andalusia                                                                           |        |
| Bé immaterial        | 2018       | Coneixements i tècniques d'art de construcció de paret seca                                  | Espanya i altres set països d'Europa                                                |        |
| Bé immaterial        | 2018       | Les tamborades, repics rituals de tambors                                                    | Andalusia, Aragó, Castella-La Manxa, Múrcia i la Comunitat Valenciana               |        |
| Bé cultural          | 2019       | Risco Caído i les Muntanyes Sagrades de Gran Canària                                         | Canàries                                                                            |        |
| Bé immaterial        | 2019       | La ceràmica de Puebla (Mèxic), la cerámica de Talavera de la Reina i El Puente del Arzobispo | Castella-La Manxa i Mèxic                                                           |        |
| Bé immaterial        | 2020       | Cavalls del vi                                                                               | Múrcia                                                                              |        |
| Bé cultural          | 2021       | Paseo del Prado i el Buen Retiro, paisatge de les arts i les ciències                        | Madrid                                                                              |        |

### Béns culturals i naturals
| | Alhambra, Generalife i Albaicín de Granada |   |
| Bé cultural inscrit en 1984, extensió en 1994. | |   |
| Localització: Andalusia | |   |
| \| « \| Situats en dos turons adjacents, l'Albaicín i l'Alhambra formen el nucli medieval de Granada que domina la ciutat moderna. A la part est de la fortalesa i residència reial de l'Alhambra es troben els meravellosos jardins del Generalife, casa de camp dels emirs que van dominar aquesta part d'Espanya en els segles xiii i xiv. El barri de l'Albaicín conserva un ric conjunt de construccions mores harmoniosament fusionades amb l'arquitectura tradicional andalusa. (UNESCO/BPI)[6] \| » \| | |   |
| « | Situats en dos turons adjacents, l'Albaicín i l'Alhambra formen el nucli medieval de Granada que domina la ciutat moderna. A la part est de la fortalesa i residència reial de l'Alhambra es troben els meravellosos jardins del Generalife, casa de camp dels emirs que van dominar aquesta part d'Espanya en els segles xiii i xiv. El barri de l'Albaicín conserva un ric conjunt de construccions mores harmoniosament fusionades amb l'arquitectura tradicional andalusa. (UNESCO/BPI) | » |

| | Mesquita-Catedral i Centre històric de Còrdova |   |
| Bé cultural inscrit en 1984, extensió en 1994. | |   |
| Localització: Andalusia | |   |
| \| « \| El període de glòria de Còrdova va començar al segle viii, després de la seva conquesta pels moros, quan es van construir unes 300 mesquites i innombrables palaus i edificis públics. L'esplendor de la ciutat va arribar llavors a rivalitzar amb el Constantinoble, Damasc i Bagdad. Al segle xiii, en temps de Ferran III el Sant, es va transformar la gran mesquita en catedral cristiana i es van construir nous edificis defensius com la Torre Fortalesa de la Calahorra i l'Alcàsser dels Reis Cristians. (UNESCO/BPI)[7] \| » \| | |   |
| « | El període de glòria de Còrdova va començar al segle viii, després de la seva conquesta pels moros, quan es van construir unes 300 mesquites i innombrables palaus i edificis públics. L'esplendor de la ciutat va arribar llavors a rivalitzar amb el Constantinoble, Damasc i Bagdad. Al segle xiii, en temps de Ferran III el Sant, es va transformar la gran mesquita en catedral cristiana i es van construir nous edificis defensius com la Torre Fortalesa de la Calahorra i l'Alcàsser dels Reis Cristians. (UNESCO/BPI) | » |

| | Catedral i Centre històric de Burgos |   |
| Bé cultural inscrit el 1984, extensió en 2014. | |   |
| Localització: Castella i Lleó | |   |
| \| « \| La construcció de la Catedral de Santa Maria La Major va començar al segle xiii, al mateix temps que la de les grans catedrals franceses de la regió de París, i va finalitzar en els segles xv i xvi. La seva esplèndida arquitectura i la col·lecció excepcional d'obres mestres que alberga -pintures, setials del cor, retaules, tombes i vidrieres- són un veritable compendi de la història de l'art gòtic. (UNESCO/BPI)[8] \| » \| | |   |
| « | La construcció de la Catedral de Santa Maria La Major va començar al segle xiii, al mateix temps que la de les grans catedrals franceses de la regió de París, i va finalitzar en els segles xv i xvi. La seva esplèndida arquitectura i la col·lecció excepcional d'obres mestres que alberga -pintures, setials del cor, retaules, tombes i vidrieres- són un veritable compendi de la història de l'art gòtic. (UNESCO/BPI) | » |

|  |  |

|  |  |

|  |  |

|  |

|  |  |

|  |  |

|  |  |

|  |

| « | Set edificis construïts per l'arquitecte Antoni Gaudí (1852-1926) a Barcelona o les seves proximitats. Inscrits a la Llista del Patrimoni Mundial en 1984 i 2005. Aquestes obres testifiquen l'excepcional contribució de les creacions de Gaudí a l'evolució de l'arquitectura i les tècniques de construcció a finals del segle xix i principis del xx. Són l'expressió d'un estil eclèctic i summament personal al que el seu autor va donar curs no només en l'arquitectura, sinó també en la jardineria, l'escultura i moltes d'altres arts decoratives. (UNESCO/BPI) | » |

| | Monestir i Lloc de l'Escorial a Madrid |   |
| Bé cultural inscrit el 1984. | |   |
| Localització: Comunitat de Madrid | |   |
| \| « \| Construït a finals del segle xvi d'acord amb un traçat en forma de graella -en memòria del suplici infligit al màrtir Sant Llorenç amb aquest instrument-, el Monestir de l'Escorial s'alça en un paisatge de Castella de singular bellesa. L'austeritat del seu estil va trencar amb les tendències arquitectòniques imperants, exercint posteriorment una acusada influència en l'arquitectura espanyola durant més de mig segle. Lloc de retir del rei místic Felip II al principi, el monestir va ser en els últims anys del seu regnat el centre del poder polític d'aquest monarca, el més poderós de la seva època. (UNESCO/BPI)[10] \| » \| | |   |
| Múltiples ubicacions: Caseta del Príncep i els seus parcs i jardins, en l'Escorial i Monestir d'El Escorial amb els seus jardins i edificacions annexes i Caseta de l'Infant i els seus parcs i jardins, a Sant Lorenzo de l'Escorial. | |   |
| « | Construït a finals del segle xvi d'acord amb un traçat en forma de graella -en memòria del suplici infligit al màrtir Sant Llorenç amb aquest instrument-, el Monestir de l'Escorial s'alça en un paisatge de Castella de singular bellesa. L'austeritat del seu estil va trencar amb les tendències arquitectòniques imperants, exercint posteriorment una acusada influència en l'arquitectura espanyola durant més de mig segle. Lloc de retir del rei místic Felip II al principi, el monestir va ser en els últims anys del seu regnat el centre del poder polític d'aquest monarca, el més poderós de la seva època. (UNESCO/BPI) | » |

| | Ciutat vella d'Àvila i esglésies extramurs |   |
| Bé cultural inscrit en 1985. | |   |
| Localització: Castella i Lleó | |   |
| \| « \| Bressol de Santa Teresa de Jesús i sepultura de Torquemada, el Gran Inquisidor, aquesta "ciutat de sants i pedres" va ser fundada al segle xi per protegir els territoris castellans contra els moros. Àvila ha preservat l'austeritat i puresa de línies de la seva arquitectura medieval, de la qual són mostres notals la catedral gòtica i les muralles, que amb els seus 82 torres semicirculars i nou portes monumentals són les més completes d'Espanya. (UNESCO/BPI)[11] \| » \| | |   |
| « | Bressol de Santa Teresa de Jesús i sepultura de Torquemada, el Gran Inquisidor, aquesta "ciutat de sants i pedres" va ser fundada al segle xi per protegir els territoris castellans contra els moros. Àvila ha preservat l'austeritat i puresa de línies de la seva arquitectura medieval, de la qual són mostres notals la catedral gòtica i les muralles, que amb els seus 82 torres semicirculars i nou portes monumentals són les més completes d'Espanya. (UNESCO/BPI) | » |

| | Casc antic de Santiago de Compostel·la |   |
| Bé cultural inscrit en 1985. | |   |
| Localització: Galícia | |   |
| \| « \| Seu d'un dels més cèlebres llocs de peregrinació de la cristiandat i símbol de la lluita dels cristians espanyols contra l'Islam, aquesta ciutat del nord-oest d'Espanya va ser arrasada pels musulmans a la fi del segle x. Totalment reconstruïda al segle següent, Santiago de Compostel·la és una de les zones urbanes de major bellesa del món, realçada pels seus monuments romànics, gòtics i barrocs. Els més antics es concentren al voltant de la catedral, tomba de l'apòstol Sant Jaume, a la qual s'accedeix pel magnífic Pòrtic de la Glòria. (UNESCO/BPI)[12] \| » \| | |   |
| « | Seu d'un dels més cèlebres llocs de peregrinació de la cristiandat i símbol de la lluita dels cristians espanyols contra l'Islam, aquesta ciutat del nord-oest d'Espanya va ser arrasada pels musulmans a la fi del segle x. Totalment reconstruïda al segle següent, Santiago de Compostel·la és una de les zones urbanes de major bellesa del món, realçada pels seus monuments romànics, gòtics i barrocs. Els més antics es concentren al voltant de la catedral, tomba de l'apòstol Sant Jaume, a la qual s'accedeix pel magnífic Pòrtic de la Glòria. (UNESCO/BPI) | » |

| | Ciutat vella i aqüeducte de Segòvia |   |
| Bé cultural inscrit en 1985. | |   |
| Localització: Castella i Lleó | |   |
| \| « \| Edificat probablement cap a l'any 50 dC, l'aqüeducte romà de Segòvia es conserva excepcionalment intacte. Aquesta imponent construcció de doble arcada s'insereix en el marc magnífic de la ciutat històrica, on es poden admirar altres monuments com l'Alcàsser, la construcció es va iniciar al segle xi, i la catedral gòtica del segle xvi. (UNESCO/BPI)[13] \| » \| | |   |
| « | Edificat probablement cap a l'any 50 dC, l'aqüeducte romà de Segòvia es conserva excepcionalment intacte. Aquesta imponent construcció de doble arcada s'insereix en el marc magnífic de la ciutat històrica, on es poden admirar altres monuments com l'Alcàsser, la construcció es va iniciar al segle xi, i la catedral gòtica del segle xvi. (UNESCO/BPI) | » |

| Santa María del NarancoSant Julián dels Prats | Monuments d'Oviedo i del Regne d'Astúries |   |
| Santa María del NarancoSant Julián dels Prats | Bé cultural inscrit en 1985, extensió en 1998 |   |
| Santa María del NarancoSant Julián dels Prats | Localització: Astúries |   |
| Santa María del NarancoSant Julián dels Prats | Zona de protecció: 0,20 ha. Zona de respecte: 657 ha. |   |
| Santa María del NarancoSant Julián dels Prats | \| « \| Al segle ix, el petit regne d'Astúries va mantenir viva la flama del cristianisme a la Península Ibèrica. En el seu territori va néixer un estil innovador d'arquitectura preromànica que exerciria, més tard, un important paper en el desenvolupament de l'arquitectura religiosa de tota la Península. Emplaçades a la capital asturiana, Oviedo, i en els seus voltants, les esglésies de Santa Maria del Naranco, San Miquel de Lillo, Santa Cristina de Ḷḷena, San Julià dels Prats i la Cambra Santa de la catedral de San Salvador són els edificis més representatius d'aquest estil. La notable obra d'enginyeria hidràulica coneguda pel nom de la Foncalada forma també part del lloc. (UNESCO/BPI)[14] \| » \| |   |
| Santa María del NarancoSant Julián dels Prats | Múltiples ubicacions: Santa Cristina de Ḷḷena a Ḷḷena i la Cambra Santa d'Oviedo, la Foncalada, San Julián de los Prados, San Miguel de Lillo i Santa María del Naranco a Oviedo. |   |
| «                                             | Al segle ix, el petit regne d'Astúries va mantenir viva la flama del cristianisme a la Península Ibèrica. En el seu territori va néixer un estil innovador d'arquitectura preromànica que exerciria, més tard, un important paper en el desenvolupament de l'arquitectura religiosa de tota la Península. Emplaçades a la capital asturiana, Oviedo, i en els seus voltants, les esglésies de Santa Maria del Naranco, San Miquel de Lillo, Santa Cristina de Ḷḷena, San Julià dels Prats i la Cambra Santa de la catedral de San Salvador són els edificis més representatius d'aquest estil. La notable obra d'enginyeria hidràulica coneguda pel nom de la Foncalada forma també part del lloc. (UNESCO/BPI)                     | » |

| Cova d'AltamiraPintures en La Covaciella | Cova d'Altamira i art rupestre paleolític del nord d'Espanya | |   |
| Cova d'AltamiraPintures en La Covaciella | Bé cultural inscrit en 1985, extensió en 2008. | |   |
| Cova d'AltamiraPintures en La Covaciella | Localització: Astúries, Cantàbria, País Basc | |   |
| Cova d'AltamiraPintures en La Covaciella | \| « \| Disset grutes ornamentades de l'època paleolítica es van agregar a la Llista com a ampliació del lloc de la cova d'Altamira, inscrit en 2005. Aquest bé apareix en la Llista amb el nom de Cova d'Altamira i art rupestre paleolític del nord d'Espanya. El conjunt és representatiu de l'apogeu de l'art rupestre paleolític que es va desenvolupar a tot Europa, des dels Urals fins a la Península Ibèrica, entre els anys 35.000 i 11.000 aC. El bon estat de conservació de les coves es deu al fet que les seves galeries profundes les van preservar de les influències climàtiques externes. L'art rupestre d'aquestes coves figura a la Llista per ser una obra mestra del geni creador de l'home i la primera de les seves expressions artístiques consumades. Tanmateix, constitueix un testimoni excepcional d'una cultura ancestral i una il·lustració extraordinària d'una etapa important de la història de la humanitat. (UNESCO/BPI)[15] \| » \| | |   |
| Cova d'AltamiraPintures en La Covaciella | Múltiples ubicacions: A Astúries: Cova de la Covaciella, en Cabrales; Cova de la Penya, en Candamu; Cova de Llonín, en El Valle Altu de Peñamellera; Cova del Pindal, en Ribadedeva; Cova de Tito Bustillo, en Ribadesella. A Cantàbria: Cova del Pendo, a Camargo; Coves del Monte Castillo (El Castillo, La Pasiega, Las Chimeneas i Las Monedas), a Puente Viesgo; Cova de Covalanas, a Ramales de la Victoria; Cova de la Garma, entre Omoño (Ribamontán al Monte) i Carriazo (Ribamontán al Mar); Cova de Chufín, en Rionansa; Cova de Hornos de la Peña, a Sant Feliços de Buelna; i Cova de Altamira, a Santillana del Mar. Al País Basc: Cova de Santimamiñe, a Kortezubi; Cova d'Ekain, a Deva; i Cova d'Altxerri, a Aia. | |   |
| Cova d'AltamiraPintures en La Covaciella | « | Disset grutes ornamentades de l'època paleolítica es van agregar a la Llista com a ampliació del lloc de la cova d'Altamira, inscrit en 2005. Aquest bé apareix en la Llista amb el nom de Cova d'Altamira i art rupestre paleolític del nord d'Espanya. El conjunt és representatiu de l'apogeu de l'art rupestre paleolític que es va desenvolupar a tot Europa, des dels Urals fins a la Península Ibèrica, entre els anys 35.000 i 11.000 aC. El bon estat de conservació de les coves es deu al fet que les seves galeries profundes les van preservar de les influències climàtiques externes. L'art rupestre d'aquestes coves figura a la Llista per ser una obra mestra del geni creador de l'home i la primera de les seves expressions artístiques consumades. Tanmateix, constitueix un testimoni excepcional d'una cultura ancestral i una il·lustració extraordinària d'una etapa important de la història de la humanitat. (UNESCO/BPI) | » |

| | Ciutat vella de Càceres |   |
| Bé cultural inscrit en 1986. | |   |
| Localització: Extremadura | |   |
| \| « \| La història de les batalles lliurades entre moros i cristians es reflecteix en l'arquitectura d'aquesta ciutat, que presenta tota una varietat d'estils: romànic, islàmic, gòtic septentrional i renaixentista italià. De l'època musulmana subsisteixen unes trenta torres. La més cèlebre d'elles és la del Bujaco. (UNESCO/BPI)[16] \| » \| | |   |
| « | La història de les batalles lliurades entre moros i cristians es reflecteix en l'arquitectura d'aquesta ciutat, que presenta tota una varietat d'estils: romànic, islàmic, gòtic septentrional i renaixentista italià. De l'època musulmana subsisteixen unes trenta torres. La més cèlebre d'elles és la del Bujaco. (UNESCO/BPI) | » |

| | Ciutat històrica de Toledo |   |
| Bé cultural inscrit en 1986. | |   |
| Localització: Castella - la Manxa | |   |
| \| « \| Dipositària de més de dos mil·lennis d'història, Toledo va ser successivament municipi romà, capital del regne visigot, plaça forta de l'emirat de Còrdova i lloc de comandament avançat dels regnes cristians en la seva lluita contra els moros. Al segle xvi va ser la seu temporal del poder suprem, sota el regnat de l'emperador Carles V. Els seus monuments són obres mestres de diferents civilitzacions, creades en un context en què la presència de tres grans religions -judaisme, cristianisme i islamisme- va constituir un factor essencial. (UNESCO/BPI)[17] \| » \| | |   |
| « | Dipositària de més de dos mil·lennis d'història, Toledo va ser successivament municipi romà, capital del regne visigot, plaça forta de l'emirat de Còrdova i lloc de comandament avançat dels regnes cristians en la seva lluita contra els moros. Al segle xvi va ser la seu temporal del poder suprem, sota el regnat de l'emperador Carles V. Els seus monuments són obres mestres de diferents civilitzacions, creades en un context en què la presència de tres grans religions -judaisme, cristianisme i islamisme- va constituir un factor essencial. (UNESCO/BPI) | » |

| | Parc Nacional de Garajonay |   |
| Bé natural inscrit en 1986. | |   |
| Localització: Canàries | |   |
| \| « \| Situat al centre de l'illa de la Gomera, aquest parc natural posseeix un bosc de llorers que cobreix gairebé les tres quartes parts de la seva superfície. La humitat emanada de les seves nombroses deus i rierols propicia el creixement d'una exuberant vegetació anàloga a la de l'Era Terciària, que ha desaparegut per complet de l'Europa Meridional, a causa dels canvis climàtics. (UNESCO/BPI)[18] \| » \| | |   |
| « | Situat al centre de l'illa de la Gomera, aquest parc natural posseeix un bosc de llorers que cobreix gairebé les tres quartes parts de la seva superfície. La humitat emanada de les seves nombroses deus i rierols propicia el creixement d'una exuberant vegetació anàloga a la de l'Era Terciària, que ha desaparegut per complet de l'Europa Meridional, a causa dels canvis climàtics. (UNESCO/BPI) | » |

| Torre de Sant Martín a TerolSeu de Saragossa | Arquitectura mudèjar d'Aragó | |   |
| Torre de Sant Martín a TerolSeu de Saragossa | Bé cultural inscrit en 1986, extensió en 2001. | |   |
| Torre de Sant Martín a TerolSeu de Saragossa | Localització: Aragó | |   |
| Torre de Sant Martín a TerolSeu de Saragossa | \| « \| L'aparició de l'art mudèjar a Aragó, cap al segle xii, es va deure a les peculiars condicions polítiques, socials i culturals de l'Espanya de la Reconquesta. Influenciat en part per l'art islàmic, el mudèjar també mostra petjades de les tendències coetànies dels estils arquitectònics europeus, en particular el gòtic. Els monuments mudèjars -la construcció es va allargar fins a principis del segle xvii- es caracteritzen per una utilització summament refinada i enginyosa del maó i la ceràmica vidriada, sobretot en els campanars. (UNESCO/BPI)[19] \| » \| | |   |
| Torre de Sant Martín a TerolSeu de Saragossa | Múltiples ubicacions: Torre i cimborri de la Catedral de Terol, torre i església de Sant Pere, Torre de Sant Martín i Torre de l'església del Salvador, a Terol. Església de Santa María de Tobed. Palau de l'Aljaferia, torre i església parroquial de Sant Pablo i absis, parroquieta i cimborri de la Seu, a Saragossa. | |   |
| Torre de Sant Martín a TerolSeu de Saragossa | « | L'aparició de l'art mudèjar a Aragó, cap al segle xii, es va deure a les peculiars condicions polítiques, socials i culturals de l'Espanya de la Reconquesta. Influenciat en part per l'art islàmic, el mudèjar també mostra petjades de les tendències coetànies dels estils arquitectònics europeus, en particular el gòtic. Els monuments mudèjars -la construcció es va allargar fins a principis del segle xvii- es caracteritzen per una utilització summament refinada i enginyosa del maó i la ceràmica vidriada, sobretot en els campanars. (UNESCO/BPI) | » |

| | Catedral, Alcàsser i Arxiu d'Índies a Sevilla |   |
| Bé cultural inscrit en 1987. | |   |
| Localització: Andalusia | |   |
| Zona de protecció: 12 ha. Zona de respecte: 187 ha. | |   |
| \| « \| Aquests tres edificis formen un conjunt monumental admirable al cor de Sevilla. La Catedral i l'Alcázar són dos testimonis excepcionals de la civilització almohade i de la Sevilla cristiana, l'art va estar molt impregnat de la influència mora des de la reconquesta de la ciutat (1248) fins al segle xvi. L'antic minaret de la Giralda, obra mestra de l'arquitectura almohade, s'alça al costat de la catedral. Aquesta església de cinc naus és l'edifici gòtic més gran d'Europa i alberga la colossal sepultura de Cristòfor Colom. A l'antiga llotja, convertida en Arxiu d'Índies, es conserven fons documentals inestimables de les colònies espanyoles a Amèrica. (UNESCO/BPI)[20] \| » \| | |   |
| « | Aquests tres edificis formen un conjunt monumental admirable al cor de Sevilla. La Catedral i l'Alcázar són dos testimonis excepcionals de la civilització almohade i de la Sevilla cristiana, l'art va estar molt impregnat de la influència mora des de la reconquesta de la ciutat (1248) fins al segle xvi. L'antic minaret de la Giralda, obra mestra de l'arquitectura almohade, s'alça al costat de la catedral. Aquesta església de cinc naus és l'edifici gòtic més gran d'Europa i alberga la colossal sepultura de Cristòfor Colom. A l'antiga llotja, convertida en Arxiu d'Índies, es conserven fons documentals inestimables de les colònies espanyoles a Amèrica. (UNESCO/BPI) | » |

| | Ciutat vella de Salamanca |   |
| Bé cultural inscrit en 1988. | |   |
| Localització: Castella i Lleó | |   |
| \| « \| Situada al nord-oest de Madrid, Salamanca va ser conquerida pels cartaginesos al segle iii aC i després va ser ciutat romana. Posteriorment, va estar sota el poder dels musulmans fins al segle xi. L'apogeu de la seva universitat, una de les més antigues d'Europa, va coincidir amb l'edat d'or de la ciutat. El centre històric posseeix importants monuments romànics, gòtics, renaixentistes i barrocs, entre els quals destaca la imponent Plaça Major amb les seves galeries i arcades. (UNESCO/BPI)[21] \| » \| | |   |
| « | Situada al nord-oest de Madrid, Salamanca va ser conquerida pels cartaginesos al segle iii aC i després va ser ciutat romana. Posteriorment, va estar sota el poder dels musulmans fins al segle xi. L'apogeu de la seva universitat, una de les més antigues d'Europa, va coincidir amb l'edat d'or de la ciutat. El centre històric posseeix importants monuments romànics, gòtics, renaixentistes i barrocs, entre els quals destaca la imponent Plaça Major amb les seves galeries i arcades. (UNESCO/BPI) | » |

| | Monestir de Poblet |   |
| Bé cultural inscrit en 1991. | |   |
| Localització: Catalunya | |   |
| \| « \| En aquest lloc es troba una de les abadies cistercenques més grans i completes del món. Edificat al voltant de l'església aixecada en el segle xiii, el monestir, impressionant per la severa majestuositat de la seva arquitectura, compta amb una mansió real fortificada i alberga el panteó dels reis de la Corona d'Aragó. (UNESCO/BPI)[22] \| » \| | |   |
| « | En aquest lloc es troba una de les abadies cistercenques més grans i completes del món. Edificat al voltant de l'església aixecada en el segle xiii, el monestir, impressionant per la severa majestuositat de la seva arquitectura, compta amb una mansió real fortificada i alberga el panteó dels reis de la Corona d'Aragó. (UNESCO/BPI) | » |

| Monestir de Sant Joan de la PenyaCatedral de LeónCatedral de Santo Domingo de la CalçadaPont romànic a Puente la Reina | El camí de Santiago i Camins del nord d'Espanya | |   |
| Monestir de Sant Joan de la PenyaCatedral de LeónCatedral de Santo Domingo de la CalçadaPont romànic a Puente la Reina | Bé cultural inscrit en 1993, extensió en 2015. | |   |
| Monestir de Sant Joan de la PenyaCatedral de LeónCatedral de Santo Domingo de la CalçadaPont romànic a Puente la Reina | Localització: Aragó, Castella i Lleó, Galícia, La Rioja, Navarra, País Basc, Cantàbria i Astúries | |   |
| Monestir de Sant Joan de la PenyaCatedral de LeónCatedral de Santo Domingo de la CalçadaPont romànic a Puente la Reina | \| « \| Proclamat primer itinerari cultural europeu pel Consell d'Europa el 1987, el camí de Santiago és la ruta seguida pels pelegrins de totes les èpoques des de la frontera francoespanyola fins a la ciutat de Compostel·la. Aquest itinerari està jalonat per més de 1.800 edificis religiosos i civils d'interès històric. A l'edat mitjana, va exercir un paper fonamental en els intercanvis culturals entre la Península Ibèrica i la resta d'Europa. Avui dia, segueix sent un testimoni del poder que exerceix la fe cristiana a milions d'europeus de tota condició social. (UNESCO/BPI)[23] \| » \| | |   |
| Monestir de Sant Joan de la PenyaCatedral de LeónCatedral de Santo Domingo de la CalçadaPont romànic a Puente la Reina | Múltiples ubicacions: | |   |
| Monestir de Sant Joan de la PenyaCatedral de LeónCatedral de Santo Domingo de la CalçadaPont romànic a Puente la Reina | « | Proclamat primer itinerari cultural europeu pel Consell d'Europa el 1987, el camí de Santiago és la ruta seguida pels pelegrins de totes les èpoques des de la frontera francoespanyola fins a la ciutat de Compostel·la. Aquest itinerari està jalonat per més de 1.800 edificis religiosos i civils d'interès històric. A l'edat mitjana, va exercir un paper fonamental en els intercanvis culturals entre la Península Ibèrica i la resta d'Europa. Avui dia, segueix sent un testimoni del poder que exerceix la fe cristiana a milions d'europeus de tota condició social. (UNESCO/BPI) | » |

| | Conjunt arqueològic de Mèrida |   |
| Bé cultural inscrit en 1993. | |   |
| Localització: Extremadura | |   |
| \| « \| Els orígens de la ciutat extremenya de Mèrida es remunten a l'any 25 aC, quan August, al final de la seva campanya a Hispània, va fundar la colònia Emèrita Augusta, que més tard es convertiria en capital de la província romana de Lusitània. Els vestigis de la ciutat romana antiga, complets i ben conservats, comprenen un gran pont sobre el riu Guadiana, un amfiteatre, un teatre, un ampli circ i un extraordinari sistema d'abastament d'aigua. Aquest conjunt arqueològic ofereix un excel·lent exemple del que va ser la capital d'una província romana a l'època imperial. (UNESCO/BPI)[24] \| » \| | |   |
| « | Els orígens de la ciutat extremenya de Mèrida es remunten a l'any 25 aC, quan August, al final de la seva campanya a Hispània, va fundar la colònia Emèrita Augusta, que més tard es convertiria en capital de la província romana de Lusitània. Els vestigis de la ciutat romana antiga, complets i ben conservats, comprenen un gran pont sobre el riu Guadiana, un amfiteatre, un teatre, un ampli circ i un extraordinari sistema d'abastament d'aigua. Aquest conjunt arqueològic ofereix un excel·lent exemple del que va ser la capital d'una província romana a l'època imperial. (UNESCO/BPI) | » |

| | Reial Monestir de Santa María de Guadalupe |   |
| Bé cultural inscrit en 1993. | |   |
| Localització: Extremadura | |   |
| \| « \| Aquest monestir posseeix un interès excepcional perquè il·lustra quatre segles d'arquitectura religiosa espanyola i recorda els dos esdeveniments històrics transcendentals de 1492: el final de la reconquesta a la Península Ibèrica pels Reis Catòlics i l'arribada de Cristòfor Colom a Amèrica. La cèlebre estàtua de la Verge de Guadalupe es va convertir en un poderós símbol de la cristianització de gran part del Nou Món. (UNESCO/BPI)[25] \| » \| | |   |
| « | Aquest monestir posseeix un interès excepcional perquè il·lustra quatre segles d'arquitectura religiosa espanyola i recorda els dos esdeveniments històrics transcendentals de 1492: el final de la reconquesta a la Península Ibèrica pels Reis Catòlics i l'arribada de Cristòfor Colom a Amèrica. La cèlebre estàtua de la Verge de Guadalupe es va convertir en un poderós símbol de la cristianització de gran part del Nou Món. (UNESCO/BPI) | » |

| | Parc Nacional de Doñana |   |
| Bé natural inscrit en 1994, extensió en 2005. | |   |
| Localització: Andalusia | |   |
| Zona de protecció: 54.252 ha. | |   |
| \| « \| Situat a Andalusia, el parc de Doñana ocupa el marge dret de l'estuari del riu Guadalquivir, prop de la seva desembocadura en l'Atlàntic. És notable per la gran varietat de les seves biòtops: llacunes, maresmes, matolls, muntanya baixa mediterrània i dunes mòbils i fixes. És l'hàbitat de cinc espècies d'aus en perill d'extinció, posseeix una de les majors poblacions de garses de la regió mediterrània i serveix de refugi hivernal a més de mig milió d'aus aquàtiques. (UNESCO/BPI)[26] \| » \| | |   |
| « | Situat a Andalusia, el parc de Doñana ocupa el marge dret de l'estuari del riu Guadalquivir, prop de la seva desembocadura en l'Atlàntic. És notable per la gran varietat de les seves biòtops: llacunes, maresmes, matolls, muntanya baixa mediterrània i dunes mòbils i fixes. És l'hàbitat de cinc espècies d'aus en perill d'extinció, posseeix una de les majors poblacions de garses de la regió mediterrània i serveix de refugi hivernal a més de mig milió d'aus aquàtiques. (UNESCO/BPI) | » |

| | Ciutat històrica fortificada de Conca |   |
| Bé cultural inscrit en 1996. | |   |
| Localització: Castella-la Manxa | |   |
| \| « \| Construïda amb finalitats defensives pels moros en el territori del Califat de Còrdova, Conca és una ciutat medieval fortificada en excel·lent estat de conservació. Un cop conquerida pels castellans al segle xii, es va convertir en ciutat real i seu episcopal, multiplicant-llavors la construcció d'edificis de gran valor, com la primera catedral gòtica d'Espanya i les famoses cases penjades, suspeses a la part alta de la falç del riu Huécar. L'hotel d'aquesta ciutat-fortalesa és el punt culminant del magnífic paisatge rural i natural que l'envolta. (UNESCO/BPI)[27] \| » \| | |   |
| « | Construïda amb finalitats defensives pels moros en el territori del Califat de Còrdova, Conca és una ciutat medieval fortificada en excel·lent estat de conservació. Un cop conquerida pels castellans al segle xii, es va convertir en ciutat real i seu episcopal, multiplicant-llavors la construcció d'edificis de gran valor, com la primera catedral gòtica d'Espanya i les famoses cases penjades, suspeses a la part alta de la falç del riu Huécar. L'hotel d'aquesta ciutat-fortalesa és el punt culminant del magnífic paisatge rural i natural que l'envolta. (UNESCO/BPI) | » |

| | La Llotja de la Seda de València |   |
| Bé cultural inscrit en 1996. | |   |
| Localització: País Valencià | |   |
| \| « \| Construït entre 1482 i 1533, aquest conjunt d'edificis es va destinar des d'un principi al comerç de la seda i des de llavors ha exercit funcions mercantils. Obra mestra del gòtic flamíger, la llotja i la seva grandiosa Sala de Contractació il·lustren el poder i la riquesa d'una gran ciutat mercantil mediterrània en els segles xv i xvi. (UNESCO/BPI)[28] \| » \| | |   |
| « | Construït entre 1482 i 1533, aquest conjunt d'edificis es va destinar des d'un principi al comerç de la seda i des de llavors ha exercit funcions mercantils. Obra mestra del gòtic flamíger, la llotja i la seva grandiosa Sala de Contractació il·lustren el poder i la riquesa d'una gran ciutat mercantil mediterrània en els segles xv i xvi. (UNESCO/BPI) | » |

| | Palau de la Música Catalana i Hospital de la Santa Creu i Sant Pau a Barcelona |   |
| Bé cultural inscrit en 1997. | |   |
| Localització: Catalunya | |   |
| \| « \| Aquests edificis són dues de les més belles aportacions de l'arquitecte català Lluís Domènech i Montaner, especialista de l'Art Nouveau, a l'arquitectura de Barcelona. El Palau de la Música Catalana és una exuberant construcció amb estructura d'acer, espaiosa i plena de llum, que va ser decorada per una plèiade de grans artistes de l'època. El disseny i la decoració de l'Hospital de Sant Pau són també d'una gran audàcia i estan perfectament adaptats a les necessitats dels malalts. (UNESCO/BPI)[29] \| » \| | |   |
| Múltiples ubicacions: Palau de la Música Catalana i Hospital de la Santa Creu i Sant Pau, a Barcelona. | |   |
| « | Aquests edificis són dues de les més belles aportacions de l'arquitecte català Lluís Domènech i Montaner, especialista de l'Art Nouveau, a l'arquitectura de Barcelona. El Palau de la Música Catalana és una exuberant construcció amb estructura d'acer, espaiosa i plena de llum, que va ser decorada per una plèiade de grans artistes de l'època. El disseny i la decoració de l'Hospital de Sant Pau són també d'una gran audàcia i estan perfectament adaptats a les necessitats dels malalts. (UNESCO/BPI) | » |

| | Monestirs de San Millán de Yuso i de Suso |   |
| Bé cultural inscrit en 1997. | |   |
| Localització: La Rioja | |   |
| \| « \| L'emplaçament de la comunitat monàstica fundada per San Millán a mitjan segle vi es va convertir amb el temps en un lloc de peregrinació. En honor d'aquest sant es va construir en Suso una bella església romànica que es conserva encara. Aquest lloc va ser el bressol de la llengua espanyola, que ha arribat a ser un dels idiomes més parlats del món. A principis del segle xvi, la comunitat es va instal·lar en un terreny situat sota el antic monestir i va edificar el nou i bell monestir de Yuso, on encara prossegueix les seves activitats. (UNESCO/BPI)[30] \| » \| | |   |
| « | L'emplaçament de la comunitat monàstica fundada per San Millán a mitjan segle vi es va convertir amb el temps en un lloc de peregrinació. En honor d'aquest sant es va construir en Suso una bella església romànica que es conserva encara. Aquest lloc va ser el bressol de la llengua espanyola, que ha arribat a ser un dels idiomes més parlats del món. A principis del segle xvi, la comunitat es va instal·lar en un terreny situat sota el antic monestir i va edificar el nou i bell monestir de Yuso, on encara prossegueix les seves activitats. (UNESCO/BPI) | » |

| | Las Médulas |   |
| Bé cultural inscrit en 1997. | |   |
| Localització: Castella i Lleó | |   |
| \| « \| Al segle i, el poder imperial romà va començar a explotar el jaciment aurífer d'aquest lloc del nord-oest d'Espanya recorrent a una tècnica basada en la força hidràulica. Al cap de dos segles, l'explotació es va abandonar i el paisatge va quedar devastat. A causa de l'absència d'activitats industrials posteriors, les espectaculars empremtes de l'ús de l'antiga tecnologia romana són visibles per tot arreu, tant en els pendents muntanyoses nues com en les zones d'abocament d'escòries, que avui estan conreades. (UNESCO/BPI)[31] \| » \| | |   |
| « | Al segle i, el poder imperial romà va començar a explotar el jaciment aurífer d'aquest lloc del nord-oest d'Espanya recorrent a una tècnica basada en la força hidràulica. Al cap de dos segles, l'explotació es va abandonar i el paisatge va quedar devastat. A causa de l'absència d'activitats industrials posteriors, les espectaculars empremtes de l'ús de l'antiga tecnologia romana són visibles per tot arreu, tant en els pendents muntanyoses nues com en les zones d'abocament d'escòries, que avui estan conreades. (UNESCO/BPI) | » |

| Valle de Ordesa des de la Senda de CaçadorsCirc de Soaso | Pirineus-Mont Perdut | |   |
| Valle de Ordesa des de la Senda de CaçadorsCirc de Soaso | Bé Mixt inscrit en 1997, extensió en 1999. | |   |
| Valle de Ordesa des de la Senda de CaçadorsCirc de Soaso | Aquest bé és compartit amb França | |   |
| Valle de Ordesa des de la Senda de CaçadorsCirc de Soaso | Localització: Aragó | |   |
| Valle de Ordesa des de la Senda de CaçadorsCirc de Soaso | \| « \| Situat a banda i banda de la frontera entre França i Espanya, aquest extraordinari entorn de muntanya té per centre el massís calcari del Mont Perdut, que culmina a 3.352 metres d'altura. El lloc, que s'estén per una superfície de 30.639 hectàrees, compta amb formacions geològiques clàssiques: dos canons, els més grans i profunds d'Europa, situats al vessant meridional espanyola; i tres grans circs glaceres en el vessant septentrional francesa, que és més abrupta. A més, el Mont Perdut és una zona de pasturatge on es pot observar una manera de vida rural molt estès antany per les regions muntanyoses d'Europa, que només s'ha conservat intacte en aquest lloc dels Pirineus al llarg de tot el segle xx. El seu paisatge format per llogarets, granges, camps, pastures d'altura i carreteres de muntanya constitueix un testimoni inestimable del passat de la societat europea. (UNESCO/BPI)[32] \| » \| | |   |
| Valle de Ordesa des de la Senda de CaçadorsCirc de Soaso | « | Situat a banda i banda de la frontera entre França i Espanya, aquest extraordinari entorn de muntanya té per centre el massís calcari del Mont Perdut, que culmina a 3.352 metres d'altura. El lloc, que s'estén per una superfície de 30.639 hectàrees, compta amb formacions geològiques clàssiques: dos canons, els més grans i profunds d'Europa, situats al vessant meridional espanyola; i tres grans circs glaceres en el vessant septentrional francesa, que és més abrupta. A més, el Mont Perdut és una zona de pasturatge on es pot observar una manera de vida rural molt estès antany per les regions muntanyoses d'Europa, que només s'ha conservat intacte en aquest lloc dels Pirineus al llarg de tot el segle xx. El seu paisatge format per llogarets, granges, camps, pastures d'altura i carreteres de muntanya constitueix un testimoni inestimable del passat de la societat europea. (UNESCO/BPI) | » |

| | Universitat i barri històric d'Alcalá de Henares |   |
| Bé cultural inscrit en 1998. | |   |
| Localització: Comunitat de Madrid | |   |
| \| « \| Fundada pel cardenal Jiménez de Cisneros a principis del segle xvi, Alcalá d'Henares va ser la primera ciutat universitària planificada del món. Va ser l'exemple de la Civitas Dei (Ciutat de Déu), comunitat urbana ideal que els missioners espanyols van trasplantar a Amèrica, i va servir de model a tot un seguit d'universitats a Europa i altres parts del món. (UNESCO/BPI)[33] \| » \| | |   |
| « | Fundada pel cardenal Jiménez de Cisneros a principis del segle xvi, Alcalá d'Henares va ser la primera ciutat universitària planificada del món. Va ser l'exemple de la Civitas Dei (Ciutat de Déu), comunitat urbana ideal que els missioners espanyols van trasplantar a Amèrica, i va servir de model a tot un seguit d'universitats a Europa i altres parts del món. (UNESCO/BPI) | » |

| Pintures de les coves de CogulCova dels Rètols, Almeria | Art rupestre de l'arc mediterrani de la península Ibèrica | |   |
| Pintures de les coves de CogulCova dels Rètols, Almeria | Bé cultural inscrit en 1998. | |   |
| Pintures de les coves de CogulCova dels Rètols, Almeria | Localització: Andalusia, Aragó, Castella-la Manxa, Catalunya, País Valencià, Regió de Múrcia | |   |
| Pintures de les coves de CogulCova dels Rètols, Almeria | \| « \| Situats al llarg del litoral mediterrani de la Península Ibèrica, aquests llocs d'art rupestre daten del final de la Prehistòria. Constitueixen un conjunt d'excepcional envergadura, on es mostra de forma vívida una etapa crucial del desenvolupament de l'ésser humà mitjançant pintures que, pel seu estil i temàtica, són úniques en el seu gènere. (UNESCO/BPI)[34] \| » \| | |   |
| Pintures de les coves de CogulCova dels Rètols, Almeria | Múltiples ubicacions: veure Art rupestre de l'arc mediterrani de la Península Ibèrica a Andalusia, Art rupestre de l'arc mediterrani de la Península Ibèrica a Aragó, Art rupestre de l'arc mediterrani de la Península Ibèrica a Castella-la Manxa, Art rupestre de l'arc mediterrani de la Península Ibèrica a Catalunya, Art rupestre de l'arc mediterrani de la Península Ibèrica a la Comunitat Valenciana i Art rupestre de l'arc mediterrani de la Península Ibèrica a la Regió de Múrcia | |   |
| Pintures de les coves de CogulCova dels Rètols, Almeria | « | Situats al llarg del litoral mediterrani de la Península Ibèrica, aquests llocs d'art rupestre daten del final de la Prehistòria. Constitueixen un conjunt d'excepcional envergadura, on es mostra de forma vívida una etapa crucial del desenvolupament de l'ésser humà mitjançant pintures que, pel seu estil i temàtica, són úniques en el seu gènere. (UNESCO/BPI) | » |

| | San Cristóbal de La Laguna |   |
| Bé cultural inscrit en 1999. | |   |
| Localització: Canàries | |   |
| \| « \| El lloc de San Cristóbal de La Laguna comprèn dos nuclis. El primer el forma la Ciutat Alta amb la seva estructura urbana no planificada, i el segon la Ciutat Baixa, primera "ciutat-territori" ideal traçada d'acord amb principis filosòfics. Els seus amplis carrers i espais oberts estan flanquejades de belles esglésies i edificacions públiques i privades que daten dels segles XVI, XVII i XVIII. (UNESCO/BPI)[35] \| » \| | |   |
| « | El lloc de San Cristóbal de La Laguna comprèn dos nuclis. El primer el forma la Ciutat Alta amb la seva estructura urbana no planificada, i el segon la Ciutat Baixa, primera "ciutat-territori" ideal traçada d'acord amb principis filosòfics. Els seus amplis carrers i espais oberts estan flanquejades de belles esglésies i edificacions públiques i privades que daten dels segles XVI, XVII i XVIII. (UNESCO/BPI) | » |

| Dalt Vila, EivissaRuïnes de Sa Caleta | Eivissa, biodiversitat i cultura |   |
| Dalt Vila, EivissaRuïnes de Sa Caleta | Bé mixt inscrit el 1999. |   |
| Dalt Vila, EivissaRuïnes de Sa Caleta | Localització: Balears |   |
| Dalt Vila, EivissaRuïnes de Sa Caleta | Zona de protecció: 8.564 ha. |   |
| Dalt Vila, EivissaRuïnes de Sa Caleta | \| « \| Aquesta illa ofereix un excel·lent exemple de la interacció entre els ecosistemes marins i costaners. Els seus espesses praderies de posidònies -planta dels fons marins endèmica de la conca mediterrània- ofereixen refugi i alimentació a molt diverses espècies marines. A més, Eivissa conserva vestigis considerables de la seva llarga història. Els jaciments arqueològics de l'assentament humà de sa Caleta i de la necròpolis del Puig des Molins testifiquen l'important paper exercit per l'illa en l'economia del mediterrània de la Protohistòria, i més concretament del període fenici-cartaginès. Dalt Vila, extraordinària mostra de l'arquitectura militar renaixentista, va exercir una gran influència en la concepció de les fortificacions dels assentaments espanyols al Nou Món. (UNESCO/BPI)[36] \| » \| |   |
| Dalt Vila, EivissaRuïnes de Sa Caleta | Múltiples ubicacions: Muralles renaixentistes i conjunt històric intramurs de Dalt Vila, necròpoli fenici-púnica del Puig des Molins, És Soto (àrea natural d'interès arqueològic a la zona de protecció) i Ses Feixes (àrea natural i mostra d'organització agrícola tradicional a la zona de protecció), a Eivissa; Jaciment fenici de Sa Caleta, a Sant Josep de sa Talaia; i Reserva natural i paisatge cultural de Ses Salines a les illes d'Eivissa i Formentera, incloent l'espai de mar obert entre les dues (estret d'És Freus) i els seus illots, i els prats de posidònia oceànica i les seves formacions naturals en el fons marí. |   |
| «                                     | Aquesta illa ofereix un excel·lent exemple de la interacció entre els ecosistemes marins i costaners. Els seus espesses praderies de posidònies -planta dels fons marins endèmica de la conca mediterrània- ofereixen refugi i alimentació a molt diverses espècies marines. A més, Eivissa conserva vestigis considerables de la seva llarga història. Els jaciments arqueològics de l'assentament humà de sa Caleta i de la necròpolis del Puig des Molins testifiquen l'important paper exercit per l'illa en l'economia del mediterrània de la Protohistòria, i més concretament del període fenici-cartaginès. Dalt Vila, extraordinària mostra de l'arquitectura militar renaixentista, va exercir una gran influència en la concepció de les fortificacions dels assentaments espanyols al Nou Món. (UNESCO/BPI)                     | » |

| | Conjunt arqueològic de Tàrraco |   |
| Bé cultural inscrit en 2000. | |   |
| Localització: Catalunya | |   |
| \| « \| Tàrraco, l'actual Tarragona, va ser una ciutat administrativa i mercantil de gran importància en l'Imperi romà i centre del culte imperial per a totes les províncies de la Península Ibèrica. Va ser dotada amb superbs edificis, part dels quals han estat descoberts gràcies a una sèrie d'excavacions excepcionals. Malgrat que la major part dels vestigis visibles siguin fragmentaris i es trobin preservats sota construccions més recents, ofereixen una imatge impressionant de la grandesa d'aquesta capital provincial romana. (UNESCO/BPI)[37] \| » \| | |   |
| Múltiples ubicacions dins de la ciutat de Tarraco: Muralles romanes de Tarragona, Recinte de culte del Fòrum Provincial, Fòrum Provincial, Circ romà, Fòrum de la Colònia, Teatre romà, Amfiteatre, Necròpolis paleocristiana. | |   |
| Als voltants de la ciutat: Aqüeducte de les Ferreres (foto), Torre dels Escipions, Pedrera romana del Mèdol, Vil·la romana de Centcelles, Vil·la romana dels Munts i Arc de Triomf de Berà. | |   |
| « | Tàrraco, l'actual Tarragona, va ser una ciutat administrativa i mercantil de gran importància en l'Imperi romà i centre del culte imperial per a totes les províncies de la Península Ibèrica. Va ser dotada amb superbs edificis, part dels quals han estat descoberts gràcies a una sèrie d'excavacions excepcionals. Malgrat que la major part dels vestigis visibles siguin fragmentaris i es trobin preservats sota construccions més recents, ofereixen una imatge impressionant de la grandesa d'aquesta capital provincial romana. (UNESCO/BPI) | » |

| | Esglésies romàniques de la Vall de Boí |   |
| Bé cultural inscrit en 2000. | |   |
| Localització: Catalunya | |   |
| \| « \| Flanquejada per abruptes muntanyes, la estreta Vall de Boí està situada a la regió altopirenaica de l'Alta Ribagorça. Totes les aldees d'aquesta vall, envoltades de camps tancats, posseeixen una església romànica. A les zones més altes hi ha vastes praderies per a la pastura estival del bestiar. (UNESCO/BPI)[38] \| » \| | |   |
| Múltiples ubicacions: Església de Sant Feliu de Barruera, Església de Sant Joan de Boí, Santa Maria de Taüll i Sant Climent de Taüll, Santa Maria de Cóll, Santa Maria de Cardet, La Nativitat de Durro i Sant Quirc de Durro, i Santa Eulàlia d'Erill la Vall.                                                                           | |   |
| « | Flanquejada per abruptes muntanyes, la estreta Vall de Boí està situada a la regió altopirenaica de l'Alta Ribagorça. Totes les aldees d'aquesta vall, envoltades de camps tancats, posseeixen una església romànica. A les zones més altes hi ha vastes praderies per a la pastura estival del bestiar. (UNESCO/BPI) | » |

| | Muralla romana de Lugo |   |
| Bé cultural inscrit en 2000. | |   |
| Localització: Galícia | |   |
| \| « \| La muralla de Lugo va ser construïda a la fi de segle II per defensar la ciutat romana de Lucus. El seu perímetre s'ha conservat intacte en la seva totalitat i constitueix el més bell arquetip de fortificació romana tardana de tot Europa Occidental. (UNESCO/BPI)[39] \| » \| | |   |
| « | La muralla de Lugo va ser construïda a la fi de segle II per defensar la ciutat romana de Lucus. El seu perímetre s'ha conservat intacte en la seva totalitat i constitueix el més bell arquetip de fortificació romana tardana de tot Europa Occidental. (UNESCO/BPI) | » |

| | Palmerar d'Elx |   |
| Bé cultural inscrit en 2000. | |   |
| Localització: País Valencià | |   |
| \| « \| El paisatge format pels horts de palmeres d'Elx, amb els seus complexos sistemes de reg, va ser estructurat al segle VIII dC, quan una gran part de la Península Ibèrica estava sota la dominació musulmana. No obstant això, hi ha bons motius per pensar que potser el seu origen sigui més antic i es remunti a l'època de l'assentament dels fenicis i els romans a la regió. El Palmerar d'Elx és un oasi, un sistema de producció agrícola sobre terrenys àrids i un exemple únic de les tècniques agrícoles àrabs al continent europeu. La cultura de la palmera datilera es practica a Elx des de l'època ibera, cap al segle V aC. (UNESCO/BPI)[40] \| » \| | |   |
| « | El paisatge format pels horts de palmeres d'Elx, amb els seus complexos sistemes de reg, va ser estructurat al segle VIII dC, quan una gran part de la Península Ibèrica estava sota la dominació musulmana. No obstant això, hi ha bons motius per pensar que potser el seu origen sigui més antic i es remunti a l'època de l'assentament dels fenicis i els romans a la regió. El Palmerar d'Elx és un oasi, un sistema de producció agrícola sobre terrenys àrids i un exemple únic de les tècniques agrícoles àrabs al continent europeu. La cultura de la palmera datilera es practica a Elx des de l'època ibera, cap al segle V aC. (UNESCO/BPI) | » |

| | Jaciment arqueològic d'Atapuerca |   |
| Bé cultural inscrit en 2000. | |   |
| Localització: Castella i Lleó | |   |
| \| « \| Les coves de la Serra d'Atapuerca contenen nombrosos vestigis fòssils dels primers éssers humans que es van assentar a Europa, des de fa gairebé un milió d'anys fins a la nostra era. Aquests vestigis constitueixen una font excepcional de dades, l'estudi científic proporciona informació inestimable sobre l'aspecte i la forma de vida d'aquests avantpassats remots de la nostra espècie. (UNESCO/BPI)[41] \| » \| | |   |
| « | Les coves de la Serra d'Atapuerca contenen nombrosos vestigis fòssils dels primers éssers humans que es van assentar a Europa, des de fa gairebé un milió d'anys fins a la nostra era. Aquests vestigis constitueixen una font excepcional de dades, l'estudi científic proporciona informació inestimable sobre l'aspecte i la forma de vida d'aquests avantpassats remots de la nostra espècie. (UNESCO/BPI) | » |

| | Paisatge cultural d'Aranjuez |   |
| Bé cultural inscrit en 2001. | |   |
| Localització: Comunitat de Madrid | |   |
| \| « \| Amb els seus sinuosos canals i séquies, que contrasten amb les línies rectes del paisatge rural i urbà, els seus jardins arbrats i l'arquitectura delicadament modulada dels seus edificis palacials, el paisatge cultural d'Aranjuez és un exemple de la complexa relació entre l'home i la natura. Al llarg de tres-cents anys, els monarques espanyols es van dedicar a dissenyar i tenir cura aquest lloc, fent d'ell una mostra de l'evolució dels conceptes d'humanisme i centralització política, així com un paisatge en el qual conflueixen les característiques del jardí barroc francès del segle xviii amb les de la manera de vida urbà propi del segle de Llums, en què també estan presents les pràctiques científiques en matèria d'aclimatació botànica i cria del bestiar. (UNESCO/BPI)[42] \| » \| | |   |
| « | Amb els seus sinuosos canals i séquies, que contrasten amb les línies rectes del paisatge rural i urbà, els seus jardins arbrats i l'arquitectura delicadament modulada dels seus edificis palacials, el paisatge cultural d'Aranjuez és un exemple de la complexa relació entre l'home i la natura. Al llarg de tres-cents anys, els monarques espanyols es van dedicar a dissenyar i tenir cura aquest lloc, fent d'ell una mostra de l'evolució dels conceptes d'humanisme i centralització política, així com un paisatge en el qual conflueixen les característiques del jardí barroc francès del segle xviii amb les de la manera de vida urbà propi del segle de Llums, en què també estan presents les pràctiques científiques en matèria d'aclimatació botànica i cria del bestiar. (UNESCO/BPI) | » |

| Sacra Capella del Salvador a ÚbedaCatedral de Baeza | Conjunts monumentals renaixentistes d'Úbeda i Baeza |   |
| Sacra Capella del Salvador a ÚbedaCatedral de Baeza | Bé cultural inscrit en 2003. |   |
| Sacra Capella del Salvador a ÚbedaCatedral de Baeza | Localització: Andalusia |   |
| Sacra Capella del Salvador a ÚbedaCatedral de Baeza | Zona de protecció: 9 ha. Zona de respecte: 176 ha. |   |
| Sacra Capella del Salvador a ÚbedaCatedral de Baeza | \| « \| La configuració urbana de les dues petites ciutats d'Úbeda i Baeza, situades al sud d'Espanya, data dels períodes de la dominació àrab (segle ix) i de la Reconquesta (segle xiii). Al segle xvi, ambdues ciutats van experimentar canvis importants, a l'efectuar obres de renovació inspirades en l'estil del Renaixement. Aquestes transformacions urbanístiques van ser degudes a la introducció a Espanya de les idees humanistes procedents d'Itàlia i van exercir una influència important en l'arquitectura d'Amèrica Llatina. (UNESCO/BPI)[43] \| » \| |   |
| Sacra Capella del Salvador a ÚbedaCatedral de Baeza | Múltiples ubicacions: Úbeda i Baeza. |   |
| «                                                   | La configuració urbana de les dues petites ciutats d'Úbeda i Baeza, situades al sud d'Espanya, data dels períodes de la dominació àrab (segle ix) i de la Reconquesta (segle xiii). Al segle xvi, ambdues ciutats van experimentar canvis importants, a l'efectuar obres de renovació inspirades en l'estil del Renaixement. Aquestes transformacions urbanístiques van ser degudes a la introducció a Espanya de les idees humanistes procedents d'Itàlia i van exercir una influència important en l'arquitectura d'Amèrica Llatina. (UNESCO/BPI)                     | » |

| | Pont de Biscaia |   |
| Bé cultural inscrit en 2006. | |   |
| Localització: País Basc | |   |
| \| « \| Aquest pont-transbordador monumental creua el riu Nervión en l'estuari d'Ibaizábal, a l'oest de Bilbao. Dissenyat per l'arquitecte biscaí Alberto de Palacio i Elissague, el pont, de 45 metres d'alt i 160 de llarg, va ser acabat en 1893. Per a la seva realització es va recórrer a la tècnica tradicional de construcció metàl·lica del segle xix, així com a l'ús innovador de cables d'acer lleugers de torsió alternada. Va ser el primer pont del món que va permetre, simultàniament, el pas de navilis pel riu i el transport de passatgers i vehicles d'una riba a una altra, gràcies a una barqueta suspesa. Va servir de model per a la construcció de molts ponts similars a Europa, Àfrica i les Amèriques, encara que molt pocs d'ells existeixen encara. A causa de l'ús innovador dels cables d'acer lleugers de torsió alternada, es considera que el Pont de Biscaia és una de les realitzacions més notables de la Revolució Industrial en matèria d'arquitectura metàl·lica.(UNESCO/BPI)[44] \| » \| | |   |
| « | Aquest pont-transbordador monumental creua el riu Nervión en l'estuari d'Ibaizábal, a l'oest de Bilbao. Dissenyat per l'arquitecte biscaí Alberto de Palacio i Elissague, el pont, de 45 metres d'alt i 160 de llarg, va ser acabat en 1893. Per a la seva realització es va recórrer a la tècnica tradicional de construcció metàl·lica del segle xix, així com a l'ús innovador de cables d'acer lleugers de torsió alternada. Va ser el primer pont del món que va permetre, simultàniament, el pas de navilis pel riu i el transport de passatgers i vehicles d'una riba a una altra, gràcies a una barqueta suspesa. Va servir de model per a la construcció de molts ponts similars a Europa, Àfrica i les Amèriques, encara que molt pocs d'ells existeixen encara. A causa de l'ús innovador dels cables d'acer lleugers de torsió alternada, es considera que el Pont de Biscaia és una de les realitzacions més notables de la Revolució Industrial en matèria d'arquitectura metàl·lica.(UNESCO/BPI) | » |

| | Parc Nacional del Teide |   |
| Bé natural inscrit en 2007. | |   |
| Localització: Canàries | |   |
| \| « \| Situat a l'illa de Tenerife, aquest lloc comprèn essencialment el estratovolcà del Teide-Pico Viejo, que amb els seus 3.718 metres sobre el nivell del mar és el cim més elevat d'Espanya. Aquesta estructura volcànica s'alça a 7.500 metres per sobre del fons de l'oceà, i s'estima que és la tercera del món per la seva alçada. L'impacte visual del lloc es deu en gran part a les condicions atmosfèriques que modifiquen contínuament les textures i els tons del paisatge, així com l'espectacle impressionant del "mar de núvols" que forma el teló de fons de la muntanya. La importància mundial del Teide rau en el fet que és una viva mostra dels processos geològics subjacents a l'evolució de les illes oceàniques. (UNESCO/BPI)[45] \| » \| | |   |
| « | Situat a l'illa de Tenerife, aquest lloc comprèn essencialment el estratovolcà del Teide-Pico Viejo, que amb els seus 3.718 metres sobre el nivell del mar és el cim més elevat d'Espanya. Aquesta estructura volcànica s'alça a 7.500 metres per sobre del fons de l'oceà, i s'estima que és la tercera del món per la seva alçada. L'impacte visual del lloc es deu en gran part a les condicions atmosfèriques que modifiquen contínuament les textures i els tons del paisatge, així com l'espectacle impressionant del "mar de núvols" que forma el teló de fons de la muntanya. La importància mundial del Teide rau en el fet que és una viva mostra dels processos geològics subjacents a l'evolució de les illes oceàniques. (UNESCO/BPI) | » |

| | Torre d'Hèrcules |   |
| Bé cultural inscrit en 2009. | |   |
| Localització: Galícia | |   |
| Zona de protecció: 223 ha. Zona de respecte: 1936 ha. | |   |
| \| « \| La Torre d'Hèrcules serveix com a far i emblema de l'entrada al port de la Corunya (nord-oest) des del segle I de la nostra era, quan els romans el van construir amb el nom de Farum Brigantium. Aquest far monumental de 55 metres està edificat sobre una roca que de 57 metres d'altura. La torre consta de tres nivells que es van estrenyent cap a la cúspide i el primer d'ells correspon a l'estructura del far romà. Adjacent a la seva base, es troba un petit edifici romà de forma rectangular. El lloc comprèn també els petròglifs de la Muntanya dos Bicos que daten de l'Edat de Ferro, un cementiri musulmà i un parc d'escultures. Els fonaments romans del far es van posar al descobert durant un seguit d'excavacions arqueològiques dutes a terme en el decenni de 1990. Des de l'Edat Mitjana fins al segle xix, nombroses llegendes han anat construint la història de la Torre d'Hèrcules. És l'únic far de l'Antiguitat grecoromana que ha conservat en certa manera la seva integritat estructural i que segueix exercint la mateixa funció. (UNESCO/BPI)[46] \| » \| | |   |
| « | La Torre d'Hèrcules serveix com a far i emblema de l'entrada al port de la Corunya (nord-oest) des del segle I de la nostra era, quan els romans el van construir amb el nom de Farum Brigantium. Aquest far monumental de 55 metres està edificat sobre una roca que de 57 metres d'altura. La torre consta de tres nivells que es van estrenyent cap a la cúspide i el primer d'ells correspon a l'estructura del far romà. Adjacent a la seva base, es troba un petit edifici romà de forma rectangular. El lloc comprèn també els petròglifs de la Muntanya dos Bicos que daten de l'Edat de Ferro, un cementiri musulmà i un parc d'escultures. Els fonaments romans del far es van posar al descobert durant un seguit d'excavacions arqueològiques dutes a terme en el decenni de 1990. Des de l'Edat Mitjana fins al segle xix, nombroses llegendes han anat construint la història de la Torre d'Hèrcules. És l'únic far de l'Antiguitat grecoromana que ha conservat en certa manera la seva integritat estructural i que segueix exercint la mateixa funció. (UNESCO/BPI) | » |

| | Llocs d'art rupestre prehistòric de la vall del Côa i de Siega Verde |   |
| Bé cultural inscrit en 1998, extensió en 2010 (amb Sega Verda). | |   |
| Aquest bé és compartit amb Portugal | |   |
| Localització: Castella i Lleó | |   |
| \| « \| Els llocs d'art rupestre prehistòric de la Vall del Côa, inscrits a la Llista del Patrimoni Mundial el 1998, posseeixen una extraordinària concentració de petròglifs del Paleolític Superior (22.000-10.000 aC), que és única en el seu gènere al món i constitueix un els exemples més notables de les primeres creacions artístiques del ésser humà. La zona arqueològica de Sega Verd, situada en la comunitat de Castella i Lleó, completa aquests llocs amb els seus 645 gravats executats en una escarpament formada per l'erosió fluvial. Aquests gravats són essencialment figuratius i representen animals, encara que també s'han identificat algunes figures geomètriques e esquemàtiques. Els llocs de la Vall del Côa i el lloc de Sega Verd formen el conjunt més important de art rupestre paleolític a l'aire lliure de la Península Ibèrica. (UNESCO/BPI)[47] \| » \| | |   |
| « | Els llocs d'art rupestre prehistòric de la Vall del Côa, inscrits a la Llista del Patrimoni Mundial el 1998, posseeixen una extraordinària concentració de petròglifs del Paleolític Superior (22.000-10.000 aC), que és única en el seu gènere al món i constitueix un els exemples més notables de les primeres creacions artístiques del ésser humà. La zona arqueològica de Sega Verd, situada en la comunitat de Castella i Lleó, completa aquests llocs amb els seus 645 gravats executats en una escarpament formada per l'erosió fluvial. Aquests gravats són essencialment figuratius i representen animals, encara que també s'han identificat algunes figures geomètriques e esquemàtiques. Els llocs de la Vall del Côa i el lloc de Sega Verd formen el conjunt més important de art rupestre paleolític a l'aire lliure de la Península Ibèrica. (UNESCO/BPI) | » |

| | Paisatge cultural de la Serra de Tramuntana |   |
| Bé cultural inscrit en 2011. | |   |
| Localització: Balears | |   |
| Zona de protecció: 30.745 ha. Zona de respecte: 78.617 ha. | |   |
| \| « \| El paisatge cultural de la Serra de Tramuntana, està situat a les abruptes vessants d'una cadena muntanyosa paral·lela a la costa nord-occidental de l'illa de Mallorca. L'agricultura mil·lenària en un ambient amb pocs recursos d'aigua ha transformat el terreny i mostra una xarxa articulada de mecanismes de gestió de l'aigua entre les diferents parcel·les que és d'origen feudal. El paisatge està format per conreus en terrassa i mecanismes de distribució de l'aigua interconnectats que inclouen molins hidràulics, així com construccions de pedra sense argamassa i granges. (UNESCO/BPI)[48] \| » \| | |   |
| « | El paisatge cultural de la Serra de Tramuntana, està situat a les abruptes vessants d'una cadena muntanyosa paral·lela a la costa nord-occidental de l'illa de Mallorca. L'agricultura mil·lenària en un ambient amb pocs recursos d'aigua ha transformat el terreny i mostra una xarxa articulada de mecanismes de gestió de l'aigua entre les diferents parcel·les que és d'origen feudal. El paisatge està format per conreus en terrassa i mecanismes de distribució de l'aigua interconnectats que inclouen molins hidràulics, així com construccions de pedra sense argamassa i granges. (UNESCO/BPI) | » |

| | Patrimoni del mercuri (Almadén i Idrija) |   |
| Bé cultural inscrit en 2012. | |   |
| Aquest bé és compartit amb Eslovàquia | |   |
| Localització: Castella-la Manxa | |   |
| Zona de protecció: 104 ha. | |   |
| \| « \| El lloc comprèn les mines d'Almadén, a Espanya, on s'ha extret mercuri (argent viu) des de l'antiguitat i les d'Idria, a Eslovènia, on es va trobar mercuri pel primer cop l'any 1490. El lloc espanyol inclou diversos llocs relacionats amb seva història minera, com el castell de Retamar, edificis religiosos i pous tradicionals. En Idria hi ha magatzems i infraestructura relacionada amb el mercuri, així com habitatges de miners i un teatre. Tots dos llocs donen testimoni del comerç intercontinental del mercuri, que va generar importants intercanvis entre Europa i Amèrica durant segles. Les d'Almadén i Idria són les mines de mercuri més grans del món i van estar operatives fins fa pocs anys. (UNESCO/BPI)[49] \| » \| | |   |
| « | El lloc comprèn les mines d'Almadén, a Espanya, on s'ha extret mercuri (argent viu) des de l'antiguitat i les d'Idria, a Eslovènia, on es va trobar mercuri pel primer cop l'any 1490. El lloc espanyol inclou diversos llocs relacionats amb seva història minera, com el castell de Retamar, edificis religiosos i pous tradicionals. En Idria hi ha magatzems i infraestructura relacionada amb el mercuri, així com habitatges de miners i un teatre. Tots dos llocs donen testimoni del comerç intercontinental del mercuri, que va generar importants intercanvis entre Europa i Amèrica durant segles. Les d'Almadén i Idria són les mines de mercuri més grans del món i van estar operatives fins fa pocs anys. (UNESCO/BPI) | » |

| Dolmen de Menga | Lloc dels Dòlmens d'Antequera | |   |
| Dolmen de Menga | Bé Cultural en sèrie inscrit en 2016. | |   |
| Dolmen de Menga | Localització: Andalusia | |   |
| Dolmen de Menga | Zona de protecció: 2446,3 ha. Zona de respecte: 10.787,7 ha. | |   |
| Dolmen de Menga | \| « \| Situat al sud d'Espanya, a l'Andalusia meridional, aquest lloc comprèn tres monuments megalítics -el "tholos" de El Romeral i els dòlmens de Menga i Viera- així com dos paratges naturals propers que ofereixen panoràmiques d'una gran bellesa -la Penya de los Enamorados i el Torcal. Construïts amb grans blocs de pedra en el Neolític i l'Edat de Bronze, els tres monuments funeraris es troben enterrats en els seus túmuls primigenis i formen càmeres i espais amb cobertura adovellada o en falsa cúpula, que fan d'ells un dels conjunts arquitectònics més notables de la prehistòria a Europa i un exemple inigualable de l'art megalític europeu. \| » \| \| — Unesco \| \| \| | |   |
| Dolmen de Menga | « | Situat al sud d'Espanya, a l'Andalusia meridional, aquest lloc comprèn tres monuments megalítics -el "tholos" de El Romeral i els dòlmens de Menga i Viera- així com dos paratges naturals propers que ofereixen panoràmiques d'una gran bellesa -la Penya de los Enamorados i el Torcal. Construïts amb grans blocs de pedra en el Neolític i l'Edat de Bronze, els tres monuments funeraris es troben enterrats en els seus túmuls primigenis i formen càmeres i espais amb cobertura adovellada o en falsa cúpula, que fan d'ells un dels conjunts arquitectònics més notables de la prehistòria a Europa i un exemple inigualable de l'art megalític europeu. | » |
| Dolmen de Menga | — Unesco | |   |

| | Ciutat califa de Medina Azahara |   |
| Bé Cultural inscrit en 2018. | |   |
| Localització: Andalusia | |   |
| Zona de protecció: 111 ha. Zona de respecte: 2,186 ha. | |   |
| \| « \| La ciutat califa de Medina Azahara és un jaciment arqueològic d'una ciutat construïda a mitjans del segle X per la dinastia omeia com a seu del Califat de Còrdova. Després de prosperar durant diversos anys, va ser destituït durant la guerra civil que va posar fi al Califat el 1009-1010. Les restes de la ciutat van ser oblidades durant gairebé 1.000 anys fins al seu redescobriment a principis del segle xx. Aquest conjunt urbà complet compta amb infraestructures com carreteres, ponts, sistemes d'aigua, edificis, elements decoratius i objectes quotidians. Proporciona un coneixement en profunditat de l'actualment desapareguda civilització islàmica occidental d'Al-Andalus, a l'altura de la seva esplendor. \| » \| \| — Unesco \| \| \| | |   |
| « | La ciutat califa de Medina Azahara és un jaciment arqueològic d'una ciutat construïda a mitjans del segle X per la dinastia omeia com a seu del Califat de Còrdova. Després de prosperar durant diversos anys, va ser destituït durant la guerra civil que va posar fi al Califat el 1009-1010. Les restes de la ciutat van ser oblidades durant gairebé 1.000 anys fins al seu redescobriment a principis del segle xx. Aquest conjunt urbà complet compta amb infraestructures com carreteres, ponts, sistemes d'aigua, edificis, elements decoratius i objectes quotidians. Proporciona un coneixement en profunditat de l'actualment desapareguda civilització islàmica occidental d'Al-Andalus, a l'altura de la seva esplendor. | » |
| — Unesco | |   |

| | Risco Caído i les Muntanyes Sagrades de Gran Canària Paisatge Cultural |   |
| Bé Cultural inscrit en 2019. | |   |
| Localització: Canàries | |   |
| Zona de protecció: 9,425 ha. Zona de respecte: 8,557 ha | |   |
| \| « \| Situada en una extensa àrea muntanyosa al centre de Gran Canaria, Risco Caído comprèn penya-segats, barrancs i formacions volcàniques en un paisatge de rica biodiversitat. El paisatge inclou un gran nombre d'assentaments troglòmids, hàbitats, graners i cisternes, l'edat dels quals és prova de la presència d'una cultura prehispànica a l'illa, que ha evolucionat aïlladament, des de l'arribada dels berbers del nord d'Àfrica, al començament de la nostra era, fins als primers colons espanyols al segle XV. Els vestigis troglodítics comprenen també algunes coves dedicades a pràctiques rituals, així com els temples o “almogarenes” del Cingle Caigut i el Roque Bentayga on es celebraven cerimònies relacionades amb les estacions de l'any. És possible que aquests dos “almogarenes” guardin relació amb un eventual culte rendit als astres i la “Terra Mare”. \| » \| \| — Unesco \| \| \| | |   |
| « | Situada en una extensa àrea muntanyosa al centre de Gran Canaria, Risco Caído comprèn penya-segats, barrancs i formacions volcàniques en un paisatge de rica biodiversitat. El paisatge inclou un gran nombre d'assentaments troglòmids, hàbitats, graners i cisternes, l'edat dels quals és prova de la presència d'una cultura prehispànica a l'illa, que ha evolucionat aïlladament, des de l'arribada dels berbers del nord d'Àfrica, al començament de la nostra era, fins als primers colons espanyols al segle XV. Els vestigis troglodítics comprenen també algunes coves dedicades a pràctiques rituals, així com els temples o “almogarenes” del Cingle Caigut i el Roque Bentayga on es celebraven cerimònies relacionades amb les estacions de l'any. És possible que aquests dos “almogarenes” guardin relació amb un eventual culte rendit als astres i la “Terra Mare”. | » |
| — Unesco | |   |

| | Paseo del Prado i el Buen Retiro, paisatge de les arts i les ciències |   |
| Bé Cultural inscrit en 2021. | |   |
| Localització: Madrid | |   |
| Zona de protecció: 218.91 ha. | |   |
| \| « \| Situat al cor urbà de Madrid, aquest paisatge cultural va evolucionar des de la creació de l'avinguda Paseo del Prado, un prototip de l'Alameda hispànica, al segle XVI. L'avinguda compta amb importants fonts, especialment la Fuente de Apolo i la Fuente de Neptuno, i la Fuente de Cibeles, un símbol icònic de la ciutat, envoltat d'edificis de prestigi. El lloc encarna una nova idea de l'espai urbà i el desenvolupament del període absolutista il·lustrat del segle xviii. Edificis dedicats a les arts i les ciències s'uneixen a altres en el lloc que es dediquen a la indústria, l'atenció sanitària i la investigació. Col·lectivament, il·lustren l'aspiració d'una societat utòpica durant l'apogeu de l'Imperi espanyol, vinculada a la idea il·lustrada de la democratització del coneixement, i van exercir una gran influència a Amèrica Llatina. Els jardins del Buen Retiro, amb 120 hectàrees, és un vestigi del Palau Retiro Buen del segle xvii, que constitueix la major part de la propietat. El lloc també alberga el Jardí Botànic Reial i el barri de Barrio Jerónimos amb la seva rica varietat d'edificis del segle xix i XX que inclouen locals culturals i científics. \| » \| \| — Unesco \| \| \| | |   |
| « | Situat al cor urbà de Madrid, aquest paisatge cultural va evolucionar des de la creació de l'avinguda Paseo del Prado, un prototip de l'Alameda hispànica, al segle XVI. L'avinguda compta amb importants fonts, especialment la Fuente de Apolo i la Fuente de Neptuno, i la Fuente de Cibeles, un símbol icònic de la ciutat, envoltat d'edificis de prestigi. El lloc encarna una nova idea de l'espai urbà i el desenvolupament del període absolutista il·lustrat del segle xviii. Edificis dedicats a les arts i les ciències s'uneixen a altres en el lloc que es dediquen a la indústria, l'atenció sanitària i la investigació. Col·lectivament, il·lustren l'aspiració d'una societat utòpica durant l'apogeu de l'Imperi espanyol, vinculada a la idea il·lustrada de la democratització del coneixement, i van exercir una gran influència a Amèrica Llatina. Els jardins del Buen Retiro, amb 120 hectàrees, és un vestigi del Palau Retiro Buen del segle xvii, que constitueix la major part de la propietat. El lloc també alberga el Jardí Botànic Reial i el barri de Barrio Jerónimos amb la seva rica varietat d'edificis del segle xix i XX que inclouen locals culturals i científics. | » |
| — Unesco | |   |

### Ciutats Patrimoni de la Humanitat d'Espanya
Existeix a Espanya l'organització "Ciutats Patrimoni de la Humanitat d'Espanya", integrada per quinze ciutats els conjunts històrics de les quals tenen la declaració de Patrimoni de la Humanitat. Aquesta associació es va constituir a Àvila el 17 de setembre de 1993, formant part d'ella, a més de la ciutat amfitriona, les ciutats de Càceres, Salamanca, Santiago de Compostel·la, Segòvia i Toledo.
Posteriorment s'unirien a l'organització les següents ciutats:
- Alcalá de Henares, Conca i San Cristóbal de La Laguna, per la declaració dels seus respectius nuclis històrics com a béns Patrimoni de la Humanitat, igual que havia succeït en els casos de les ciutats fundadores de l'organització.
- Còrdova, en virtut de l'ampliació del bé prèviament inscrit amb el nom de "Mesquita de Còrdova" per incloure el conjunt del nucli històric de la ciutat.
- Mèrida i Tarragona, per la declaració dels seus conjunts arqueològics d'època romana com a Patrimoni de la Humanitat.
- Eivissa, en virtut de la declaració com a Patrimoni de la Humanitat del bé mixt "Eivissa, biodiversitat i cultura", en el qual s'inclouen, entre altres elements, el nucli històric de la ciutat (Dalt Vila) i el conjunt arqueològic del Puig des Molins.
- Úbeda i Baeza, per la declaració dels seus nuclis antics com a Patrimoni de la Humanitat.

### Llista indicativa
La inscripció en aquesta llista és la primera etapa per a qualsevol futura candidatura. Espanya, la llista indicativa va ser revisada per última vegada el 27 de gener de 2017, ha presentat els següents llocs:
| «        | Descripció: La Ribeira Sacra està travessada pels cursos dels rius Miño i Sil, al seu pas per les províncies de Lugo i Ourense. Aquesta zona, molt ben delimitada geogràficament, és coneguda per la riquesa monumental de la Ribeira: importants vestigis arqueològics i arquitectònics, entre els quals convé subratllar un rosari de monestirs com Sant Esteve de Atán, Santa Cristina de Ribas de Sil, Sant Esteve de Chouzán i, el més emblemàtic, Sant Esteve de Ribas de Sil. | » |
| — Unesco | |   |

| «        | Descripció: Situat en ambdues vessants de la serralada Cantàbrica, aquí es troba la major densitat de monuments romànics d'Espanya i Europa. A causa de les constants divisions territorials i polítiques sofertes per aquests territoris al llarg de la història, no hi ha una unitat estilística clarament marcada. | » |
| — Unesco | |   |

| «        | Descripció: Aquestes fortificacions es localitzen en regions espanyoles limítrofes amb França i Portugal. Les fortaleses abaluartades frontereres van ser planejades i construïdes entre fins del segle xvi o començaments del XVII i finals del xviii. Van ser construïdes com a resultat dels conflictes militars. Es van caracteritzar per incloure elements que responien a les noves necessitats defensives imposades per l'ús de l'artilleria, d'aquesta manera van formar un excepcional exemple dels diferents tipus de construccions defensives: ciutats fortificades com Pamplona (Navarra); Jaca, a Osca (Aragó); Ciudad Rodrigo, a Salamanca (Castella i Lleó); o Figueres, a Girona (Catalunya). També fortaleses militars com el cas del Fort de la Concepció, a Aldea del Obispo i el castell construït a la frontera cristià-musulmana al riu Tajo, ara al Parc Nacional de Monfragüe, a Extremadura, i el sistema defensiu que data d'època medieval, com en el cas de San Felices de los Gallegos. | » |
| — Unesco | |   |

| «        | Descripció: La Via comprèn dues parts, el primer forma part de la via romana que arribava a Mèrida des Astorga, i l'altre constituït pel trajecte que, des d'aquest punt, conduïa a la desembocadura del Guadiana a Ayamonte. La calçada conserva la seva estructura romana en nombrosos llocs al nord de Mèrida. La seva amplada és d'uns sis metres i la composició dels materials que el formen així com la morfologia de la seva estructura varien segons la geologia i l'orografia del terreny que travessa. Així és com en certes zones apareix formant un camí de terra batuda i en altres amb diverses capes derocoses que donen consistència a la superfície de pedra rodada. Hi ha una indicació regular en fites de les milles respecte del punt d'origen (alguns es conserven en els seus llocs d'origen; altres estan amuntegats en els marges de la via; també hi ha una gran part que es troba en l'estructura o decoració d'edificis públics, com museus regionals o han estat utilitzades per a la construcció de murs de separació de granges). Al llarg de la via hi ha també regulars jaciments arqueològics que mostren el que van ser els antics albergs i postes, que es transformaran en ciutats, com la colònia de Mèrida o el municipi de Caparra. Altres detalls relacionats amb la via són les obres d'enginyeria civil, especialment els ponts, alguns dels quals encara són encara utilitzats com els de Albarregas (Mèrida), de Valdesalor (Càceres) o el de Aldeanueva del Camino, altres en estat de ruïna parcial i que encara poden admirar, com el grandiós pont d'Alconetar (Garrovillas) o el de Aljucén (Mèrida). | » |
| — Unesco | |   |

| «        | Descripció: Els molins de vent van ser millorats pels àrabs, els qui els van propagar pel Mediterrani durant els segles xii i xiii. Van tenir una important propagació per la península Ibèrica, on a diferència d'altres països europeus, no abunden els rius cabalosos que mouen els molins hidràulics. Estaven destinats a la molta de la farina i sal, la producció d'oli i l'extracció d'aigua. Una cosa que els caracteritza és que confereixen un paisatge únic i són petjades dels antics usos d'èpoques passades. Són molt reconeguts els molins de vent de la Manxa, a causa que Cervantes els va immortalitzar amb la seva famosa aparició a El Quixot . A la Manxa destaquen els molins de vent d'Alcàsser de San Juan, Camp de Criptana, Consuegra, Madridejos, Mota del Cuervo o Valdepeñas. Però també són destacables els molins del Camp de Cartagena (Múrcia) i de la província d'Alacant (Calp, Xàbia). La majoria d'ells no estan dedicats a la funció per a la qual van ser construïts, sinó que són usats com museus o altres finalitats cíviques. | » |
| — Unesco | |   |

| «        | Descripció: Espanya és el país amb major superfície de vinya del món. El cultiu de la vinya ha modificat el paisatge des de temps remots, en començar el seu cultiu, atorgant unes característiques pròpies que el defineixen. I des d'aquests temps s'ha mantingut la seva explotació que perdura fins avui, amb respecte al medi ambient i mantenint la seva sostenibilitat, donant origen a vins molt famosos. | » |
| — Unesco | |   |

| «        | Descripció: La ruta de San Francisco Javier combina una sèrie d'elements tangibles i intangibles, formant un fil que explica les relacions entre societats i cultures diferents. Per aquesta raó, la ruta inclou el Castell de Javier (Navarra), lloc de naixement de Sant Francesc Xavier; París, on va estudiar i va començar la seva amistat amb Sant Ignasi de Loiola; Goa, Índia, on predica i s'ocupava dels malalts; Malaca, Malàisia, on es porta a terme els seus ensenyaments del catecisme; Kagoshima, Japó, on es tradueix la doctrina de la Companyia de Jesús al japonès; Yamaguchi, Japó, on els seus predicacions es van fer immensament populars; i Sancián, prop de Canton, on va morir. Actualment es venera a l'església de Sant Pau a Goa, un centre de peregrinació no només per als cristians sinó també per als musulmans, hindús i parsis. | » |
| — Unesco | |   |

| «        | Descripció: Empúries és l'únic jaciment arqueològic a la Península Ibèrica que combina les restes d'una ciutat grega i els d'una ciutat romana. Fundada pels foceus al segle VI a C, en el que, en aquest moment, era una illa o istme, donant-li el nom d'Emporion (que en grec vol dir "mercat"), el que demostra el seu origen comercial. Els grecs més tard es van assentar a la costa oposada a l'illa (Neópolis), que seria abandona en la pròpia antiguitat arran de l'evolució històrica, sent recuperada per complet durant les excavacions entre 1908 i 1936. Empúries va tenir un important paper en la aculturació de les poblacions indígenes veïnes, sent fonamental per al sorgiment de la cultura ibèrica. En època romana va conèixer un renaixement que es demostra en la nova ampliació de la ciutat. Avui dia es conserven l'àrea de la ciutat grega de Neàpolis (incloent murs de la ciutat, els seus santuaris, tots els carrers àgora / stoa, residencials, les estructures, les estructures comercials i artesanals) i les restes de les excavacions de la ciutat romana, pel fòrum, banys públics, grans cases privades decorades amb mosaics, teatre de carrer i palestra), i s'ha creat un museu monogràfic, el Museu Monogràfic d'Empúries (l'habitatge més representativa dels materials arqueològics d'Empúries i magatzems sempre que correspongui). | » |
| — Unesco | |   |

| «        | Descripció: Aquest és el paisatge cultural format per la culminació dels Pirineus al mar Mediterrani. Costa de roques escarpades, els caps de Bear i de Creus, el massís d'Albares i un paisatge d'excepcional qualitat, que també posseeix una gran riquesa en biodiversitat, tant marina com terrestre, amb característiques úniques, com les vinyes costaners de Banyuls i paisatges espectaculars. És un territori marcat per la presència humana i el comerç de la Mediterrània des dels primers temps, i hi ha importants empremtes històriques (gregues, romanes, medievals i modernes), i la presència de l'obra d'alguns dels més grans artistes europeus del segle XX que la van visitar a la recerca de llum i color. | » |
| — Unesco | |   |

| «        | Descripció: La pràctica de la transhumància ramadera a Espanya va donar lloc a una xarxa de camins per a les migracions cícliques al llarg de vies pecuàries (que es diuen de diferent manera segons el país), i que constitueixen un material únic i de gran valor cultural. En el cas d'Espanya es diuen canals, cordills i senderes en funció de la seva amplada, i han estat protegides per l'organització ramadera de la Mesta (creada el 1273) i avui dia per les lleis. Comprenen una xarxa de camins interconnectats en forma de "vasos comunicants", 125.000 quilòmetres dels quals encara existeix avui dia. A més del seu ús tradicional pels ramaders, aquesta xarxa de vies pecuàries és un patrimoni cultural de la més alta consideració per l'ecologia i la riquesa artística, històrica i social que envolta a aquests llocs de domini públic. | » |
| — Unesco | |   |

| «        | Descripció: Les vies romanes són la prova vivent de la transferència de coneixements tecnològics i d'arribar als racons més insospitats dels continents, travessant valls, rius, muntanyes i pantans. Tots ells comparteixen les mateixes característiques tècniques i mètodes de construcció i també comparteixen una cultura comuna associat en termes de llenguatge, així com altres tradicions com el menjar i vestit. | » |
| — Unesco | |   |

| «        | Descripció: Aquest lloc inclou el terreny muntanyós de la Serralada Cantàbrica i es caracteritza per la coexistència de destacats valors ecològics, juntament amb un testimoni etnogràfic, conservant com a llegat el mètode ancestral de l'explotació dels recursos que es manté gràcies a l'impuls del desenvolupament local i el turisme sostenible . | » |
| — Unesco | |   |

| «        | Descripció: El castell de Loarre destaca pel seu estil característic i és un magnífic exemple de l'arquitectura defensiva i es pot considerar una creació única pel seu estil característic, ja que ha canviat molt poc la seva estructura original. Aquest castell, sens dubte el millor de tots els d'Aragó, va ser construït entre els segles XI i xii en estil romànic. Està format per un recinte emmurallat amb torres semicirculars, a més d'una torre albarrana exterior amb una petita cúpula. Dins el castell hi ha l'església de Sant Pere amb magnífics absis exteriors i la "Capella de la Reina". Les estructures agregades a l'entrada de la fortificació es van eliminar al començament del segle XX per a proporcionar una millor visió de la construcció. | » |
| — Unesco | |   |

| «        | Descripció: El "Ferrol de la Il·lustració" és un entramat històric amb unitat, com a resultat del disseny i la construcció "ex novo": la unitat en l'espai que presenta la geografia de la ria de Ferrol, la unitat en el temps dels projectes de execució i els materials que pertanyen a la segona mà del segle xviii i la seva continuïtat en el segle xix, produït per una unitat estètica i tecnològica acadèmica (de la Il·lustració). Es pot dividir en tres unitats funcionals que es corresponia amb l'esquema ideal de la ciutat portuària de classicisme: port-arsenal, ciutat residencial i defenses. Per tant, els principals establiments són: l'Arsenal de l'Armada Espanyola i l'Arsenal Civil; la ciutat fortificada i el seu urbanisme; les defenses a la boca de la ria ia la costa. Aquest treball unitari de la Il·lustració es completa amb un gran patrimoni relacionat amb el disseny i l'execució, posant-se dret plans i documents característics d'aquest moment. | » |
| — Unesco | |   |

| «        | Descripció: L'entramat miner té un important grau d'autenticitat en les seves formes, materials i tecnologies de construcció, sense alteració significativa o que es superposen. Els seus valors testimonials de singularitat i representativitat tipològica es mantenen inalterables. El seu estat de conservació està garantit per la protecció oferta per les administracions culturals de les comunitats autònomes en funció de la seva importància com a conjunt històric-socials, tecnològiques, valors artístics, arquitectònics i territorials que mantenen les seves qualitats essencials i que condueixen a l'adequada comprensió de la seva funció en el passat, com la tecnologia minera, l'arquitectura i estils de vida associats amb manifestacions peculiars del geni humà aplicat a l'extracció i processament de minerals. | » |
| — Unesco | |   |

| « | Descripció: | » |

| « | Descripció: | » |

| « | Descripció: | » |

| « | Descripció: | » |

| « | Descripció: | » |

| « | Descripció: | » |

| « | Descripció: | » |

| « | Descripció: | » |

| « | Descripció: | » |

| « | Descripció: Testimonia el lloc on es va iniciar la primera expedició que encapçala l'Era dels Grans Descobriments marítims que haurien de fonamentar el món modern. La proposta s'estructura al voltant d'una figura d'extraordinària significació universal, Cristòfor Colom, representada en la sèrie pels llocs o monuments seleccionats, alguns dels quals van ser testimonis de la presència de l'Almirall i els seus companys. | » |

| « | Descripció: | » |

| « | Descripció: | » |

## Patrimoni cultural immaterial
| | Misteri d'Elx |   |
| Bé immaterial inscrit el 2008 (originalment proclamat en 2001). | |   |
| Localització: Elx | |   |
| \| « \| El Misteri d'Elx és un drama musical sagrat sobre la mort, l'assumpció i la coronació de la Mare de Déu. S'ha representat sense interrupció des de mitjan segle xv a la Basílica de Santa Maria i als carrers de la vella ciutat d'Elx, a la regió de València. Constitueix un testimoni viu del teatre religiós europeu medieval i de la devoció a la Mare de Déu. Aquesta representació teatral, completament cantada, consta de dos actes que s'interpreten el 14 i el 15 d'agost. Descriu la mort i la coronació de la Mare de Déu a través d'una sèrie d'escenes i de quadres: la mort de Maria, la processó nocturna que segueixen centenars de participants amb ciris, la processó del matí, la processó fúnebre de la tarda per les carrers d'Elx, l'escenificació del funeral, l'assumpció i la coronació a la basílica. El text està en valencià, amb algunes parts en llatí. L'escena s'articula en dos plans: l'escena horitzontal, "terrestre"; i l'escena vertical, "celeste", característiques del teatre medieval. Una antiga maquinària aèria produeix els efectes especials. Més de 300 voluntaris participen cada any en la representació en tant que actors, cantants, directors d'escena, tramoistes, cosidores i intendents. Però els preparatius duren tot l'any. Aquesta tradició, que atrau tota la població de la ciutat, està íntimament associada a la identitat cultural i lingüística dels habitants de la regió. El Misteri d'Elx, proclamat "Monument nacional" el 1931, està protegit per diverses lleis de salvaguarda del patrimoni cultural. (UNESCO/BPI)[53] \| » \| | |   |
| « | El Misteri d'Elx és un drama musical sagrat sobre la mort, l'assumpció i la coronació de la Mare de Déu. S'ha representat sense interrupció des de mitjan segle xv a la Basílica de Santa Maria i als carrers de la vella ciutat d'Elx, a la regió de València. Constitueix un testimoni viu del teatre religiós europeu medieval i de la devoció a la Mare de Déu. Aquesta representació teatral, completament cantada, consta de dos actes que s'interpreten el 14 i el 15 d'agost. Descriu la mort i la coronació de la Mare de Déu a través d'una sèrie d'escenes i de quadres: la mort de Maria, la processó nocturna que segueixen centenars de participants amb ciris, la processó del matí, la processó fúnebre de la tarda per les carrers d'Elx, l'escenificació del funeral, l'assumpció i la coronació a la basílica. El text està en valencià, amb algunes parts en llatí. L'escena s'articula en dos plans: l'escena horitzontal, "terrestre"; i l'escena vertical, "celeste", característiques del teatre medieval. Una antiga maquinària aèria produeix els efectes especials. Més de 300 voluntaris participen cada any en la representació en tant que actors, cantants, directors d'escena, tramoistes, cosidores i intendents. Però els preparatius duren tot l'any. Aquesta tradició, que atrau tota la població de la ciutat, està íntimament associada a la identitat cultural i lingüística dels habitants de la regió. El Misteri d'Elx, proclamat "Monument nacional" el 1931, està protegit per diverses lleis de salvaguarda del patrimoni cultural. (UNESCO/BPI) | » |

| | La Patum de Berga |   |
| Bé immaterial inscrit en 2008 (originalmente proclamado en 2005). | |   |
| Localització: Berga | |   |
| \| « \| La Patum de Berga és una manifestació popular l'origen es remunta a les festivitats que acompanyaven les processons del Corpus Christi a l'Edat Mitjana. Representacions teatrals i desfilades de personatges diversos animen els carrers d'aquest municipi català situat al nord de Barcelona. La Patum se celebra tots els anys durant la setmana del Corpus, entre finals de maig i finals de juny. Una reunió extraordinària del Consell Municipal, la sortida del Tabal - gran tambor emblemàtic de la festa que presideix les festivitats - i dels Quatre Fuets anuncien el principi de les celebracions. Els dies següents es desenvolupen diverses manifestacions, les més importants de les quals són les «passades»: la Patum de Lluïment, la Patum Infantil i la Patum Completa. La Taba (una pandereta), els Cavallets (cavalls de cartró), les Maces (dimonis amb maces i fuets), les Guites (monstres que envesteixen), l'àguila, els nans capgrossos, els Plens (diables de foc) o els gegants disfressats de sarraïns desfilen successivament pels carrers realitzant acrobàcies, llançant coets i tocant música enmig d'un alegrat gentada. Tots aquests personatges es reuneixen per participar en el ball final, el Tirabol. La Patum de Berga ha conservat la seva barreja d'arrels profanes i religioses. Es distingeix de les altres festes de la regió per la seva riquesa i diversitat, la persistència del teatre de carrer medieval i els seus components rituals. Tot i que la supervivència de la tradició sembla garantida, cal vetllar perquè el fort desenvolupament urbà i turístic no alteri el seu valor. (UNESCO/BPI)[54] \| » \| | |   |
| « | La Patum de Berga és una manifestació popular l'origen es remunta a les festivitats que acompanyaven les processons del Corpus Christi a l'Edat Mitjana. Representacions teatrals i desfilades de personatges diversos animen els carrers d'aquest municipi català situat al nord de Barcelona. La Patum se celebra tots els anys durant la setmana del Corpus, entre finals de maig i finals de juny. Una reunió extraordinària del Consell Municipal, la sortida del Tabal - gran tambor emblemàtic de la festa que presideix les festivitats - i dels Quatre Fuets anuncien el principi de les celebracions. Els dies següents es desenvolupen diverses manifestacions, les més importants de les quals són les «passades»: la Patum de Lluïment, la Patum Infantil i la Patum Completa. La Taba (una pandereta), els Cavallets (cavalls de cartró), les Maces (dimonis amb maces i fuets), les Guites (monstres que envesteixen), l'àguila, els nans capgrossos, els Plens (diables de foc) o els gegants disfressats de sarraïns desfilen successivament pels carrers realitzant acrobàcies, llançant coets i tocant música enmig d'un alegrat gentada. Tots aquests personatges es reuneixen per participar en el ball final, el Tirabol. La Patum de Berga ha conservat la seva barreja d'arrels profanes i religioses. Es distingeix de les altres festes de la regió per la seva riquesa i diversitat, la persistència del teatre de carrer medieval i els seus components rituals. Tot i que la supervivència de la tradició sembla garantida, cal vetllar perquè el fort desenvolupament urbà i turístic no alteri el seu valor. (UNESCO/BPI) | » |

| | Tribunals de regants del Mediterrani: el Consell d'Hòmens Bons de l'Horta de Múrcia i el Tribunal de les Aigües de l'horta de València |   |
| Bé immaterial inscrit en 2009. | |   |
| Localització: Regió de Múrcia i País Valencià | |   |
| \| « \| Els tribunals de regants del Mediterrani són institucions jurídiques consuetudinàries de gestió de l'aigua que es remunta a l'època d'Al-Andalus (segles IX-XIII). Els dos més importants, el Consell d'Homes Bons de l'Horta de Múrcia i el Tribunal de les Aigües de l'Horta de València, estan reconeguts per l'ordenament jurídic espanyol. Els membres d'aquests dos tribunals, que gaudeixen de gran autoritat i respecte, són elegits democràticament i resolen els litigis mitjançant un procediment oral caracteritzat per la seva celeritat, transparència i imparcialitat. Compost per set membres representatius de diverses zones geogràfiques, el Consell d'Homes Bons té jurisdicció sobre una comunitat de regants que compta amb 23.313 membres. Per la seva banda, el Tribunal de les Aigües està integrat per vuit síndics elegits que representen a nou comunitats de regants amb un total de 11.691 membres. A més de les seves funcions jurídiques, aquests tribunals exerceixen un important paper de símbols visibles de les seves respectives comunitats, com ho demostren els rituals observats quan pronuncien els seus errors i la seva freqüent presència a la iconografia local. Així mateix, contribueixen a la cohesió de les comunitats de regants, vetllen per la sinergia d'una sèrie d'oficis (guardes, inspectors, podadors, etc.), transmeten oralment coneixements emanats d'intercanvis culturals seculars i posseeixen un vocabulari especialitzat propi esquitxat de paraules de origen àrab. En suma, els tribunals de regants no només són dipositaris ancestrals d'una identitat local i regional, sinó que tenen també una gran importància per a les poblacions locals. (UNESCO/BPI)[55] \| » \| | |   |
| « | Els tribunals de regants del Mediterrani són institucions jurídiques consuetudinàries de gestió de l'aigua que es remunta a l'època d'Al-Andalus (segles IX-XIII). Els dos més importants, el Consell d'Homes Bons de l'Horta de Múrcia i el Tribunal de les Aigües de l'Horta de València, estan reconeguts per l'ordenament jurídic espanyol. Els membres d'aquests dos tribunals, que gaudeixen de gran autoritat i respecte, són elegits democràticament i resolen els litigis mitjançant un procediment oral caracteritzat per la seva celeritat, transparència i imparcialitat. Compost per set membres representatius de diverses zones geogràfiques, el Consell d'Homes Bons té jurisdicció sobre una comunitat de regants que compta amb 23.313 membres. Per la seva banda, el Tribunal de les Aigües està integrat per vuit síndics elegits que representen a nou comunitats de regants amb un total de 11.691 membres. A més de les seves funcions jurídiques, aquests tribunals exerceixen un important paper de símbols visibles de les seves respectives comunitats, com ho demostren els rituals observats quan pronuncien els seus errors i la seva freqüent presència a la iconografia local. Així mateix, contribueixen a la cohesió de les comunitats de regants, vetllen per la sinergia d'una sèrie d'oficis (guardes, inspectors, podadors, etc.), transmeten oralment coneixements emanats d'intercanvis culturals seculars i posseeixen un vocabulari especialitzat propi esquitxat de paraules de origen àrab. En suma, els tribunals de regants no només són dipositaris ancestrals d'una identitat local i regional, sinó que tenen també una gran importància per a les poblacions locals. (UNESCO/BPI) | » |

| | El Silbo Gomero, llenguatge xiulat de l'illa de La Gomera |   |
| Bé immaterial inscrit en 2009. | |   |
| Localització: Canàries (Illa de La Gomera) | |   |
| \| « \| El llenguatge xiulat de l'illa de La Gomera (Illes Canàries), denominat xiulo gomero, reprodueix amb xiulets la llengua parlada pels illencs: l'espanyol. Transmès de mestres a deixebles al llarg de segles, és l'únic llenguatge xiulat del món plenament desenvolupat i practicat per una comunitat nombrosa (més de 22.000 persones). El xiulo gomero reemplaça les vocals i consonants de l'espanyol per xiulets: dos xiulets diferenciats substitueixen les cinc vocals espanyoles; i altres quatre a les consonants. Els xiulets es distingeixen pel seu to i la seva interrupció o continuïtat. Una vegada que han adquirit pràctica suficient, les persones poden transmetre amb xiulets tota mena de missatges. Algunes variants locals permeten identificar l'origen dels xiuladors. Ensenyat a les escoles des de 1999, el llenguatge del xiulo gomero és comprès per la quasi totalitat dels illencs i practicat per una gran majoria d'aquests, en particular les persones d'edat i els joves. El xiulo s'utilitza també en les festes, incloses les de caràcter religiós. Per evitar que aquest llenguatge desaparegui -tal com ha passat en les altres illes de l'arxipèlag canari- cal reforçar la seva transmissió i valoritzar en la seva qualitat de patrimoni cultural summament apreciat pels habitants de la Gomera i de totes les Illes Canàries.(UNESCO/BPI)[56] \| » \| | |   |
| « | El llenguatge xiulat de l'illa de La Gomera (Illes Canàries), denominat xiulo gomero, reprodueix amb xiulets la llengua parlada pels illencs: l'espanyol. Transmès de mestres a deixebles al llarg de segles, és l'únic llenguatge xiulat del món plenament desenvolupat i practicat per una comunitat nombrosa (més de 22.000 persones). El xiulo gomero reemplaça les vocals i consonants de l'espanyol per xiulets: dos xiulets diferenciats substitueixen les cinc vocals espanyoles; i altres quatre a les consonants. Els xiulets es distingeixen pel seu to i la seva interrupció o continuïtat. Una vegada que han adquirit pràctica suficient, les persones poden transmetre amb xiulets tota mena de missatges. Algunes variants locals permeten identificar l'origen dels xiuladors. Ensenyat a les escoles des de 1999, el llenguatge del xiulo gomero és comprès per la quasi totalitat dels illencs i practicat per una gran majoria d'aquests, en particular les persones d'edat i els joves. El xiulo s'utilitza també en les festes, incloses les de caràcter religiós. Per evitar que aquest llenguatge desaparegui -tal com ha passat en les altres illes de l'arxipèlag canari- cal reforçar la seva transmissió i valoritzar en la seva qualitat de patrimoni cultural summament apreciat pels habitants de la Gomera i de totes les Illes Canàries.(UNESCO/BPI) | » |

| | El flamenc |   |
| Bé immaterial inscrit en 2010. | |   |
| \| « \| El flamenc és una expressió artística resultant de la fusió de la música vocal, l'art de la dansa i l'acompanyament musical, denominats respectivament cant, ball i toc. El bressol del flamenc és la regió d'Andalusia, situada al sud d'Espanya, encara que també té arrels en altres regions com Múrcia i Extremadura. El cant flamenc ho interpreten, en sol i asseguts generalment, un home o una dona. Expressa tota una gamma de sentiments i estats d'ànim -Penya, alegria, tragèdia, alegria i temor- mitjançant paraules sinceres i expressives, caracteritzades per la seva concisió i senzillesa. El ball flamenc, dansa del apassionament i la seducció, expressa també tot un seguit d'emocions, que van des de la tristesa fins l'alegria. La seva tècnica és complexa i la interpretació és diferent, segons qui ho interpreti: si és un home el ballarà amb gran força, recorrent sobretot als peus; i si és una dona l'executarà amb moviments més sensuals. El toc de la guitarra flamenca ha transcendit, des de fa molt de temps, la seva primitiva funció d'acompanyament del cant. Aquest s'acompanya també amb altres instruments com les castanyoles, i també amb palmes i cops de taló. El flamenc s'interpreta amb motiu de la celebració de festivitats religioses, rituals, cerimònies sacramentals i festes privades. És un signe d'identitat de nombrosos grups i comunitats, sobretot de la comunitat ètnica gitana que ha tingut un paper essencial en la seva evolució. La transmissió del flamenc s'efectua en el si de dinasties d'artistes, famílies, penyes de flamenc i agrupacions socials, que tenen un paper determinant en la preservació i difusió d'aquest art. (UNESCO/BPI)[57] \| » \| | |   |
| « | El flamenc és una expressió artística resultant de la fusió de la música vocal, l'art de la dansa i l'acompanyament musical, denominats respectivament cant, ball i toc. El bressol del flamenc és la regió d'Andalusia, situada al sud d'Espanya, encara que també té arrels en altres regions com Múrcia i Extremadura. El cant flamenc ho interpreten, en sol i asseguts generalment, un home o una dona. Expressa tota una gamma de sentiments i estats d'ànim -Penya, alegria, tragèdia, alegria i temor- mitjançant paraules sinceres i expressives, caracteritzades per la seva concisió i senzillesa. El ball flamenc, dansa del apassionament i la seducció, expressa també tot un seguit d'emocions, que van des de la tristesa fins l'alegria. La seva tècnica és complexa i la interpretació és diferent, segons qui ho interpreti: si és un home el ballarà amb gran força, recorrent sobretot als peus; i si és una dona l'executarà amb moviments més sensuals. El toc de la guitarra flamenca ha transcendit, des de fa molt de temps, la seva primitiva funció d'acompanyament del cant. Aquest s'acompanya també amb altres instruments com les castanyoles, i també amb palmes i cops de taló. El flamenc s'interpreta amb motiu de la celebració de festivitats religioses, rituals, cerimònies sacramentals i festes privades. És un signe d'identitat de nombrosos grups i comunitats, sobretot de la comunitat ètnica gitana que ha tingut un paper essencial en la seva evolució. La transmissió del flamenc s'efectua en el si de dinasties d'artistes, famílies, penyes de flamenc i agrupacions socials, que tenen un paper determinant en la preservació i difusió d'aquest art. (UNESCO/BPI) | » |

| | El Cant de la Sibil·la de Mallorca |   |
| Bé immaterial inscrit en 2010. | |   |
| Localització: Illa de Mallorca | |   |
| \| « \| El cant de la Sibil·la s'interpreta la nit del 24 de desembre a totes les esglésies de l'illa de Mallorca, durant l'ofici de matines de la vigília de Nadal. El entonen un noi o una noia, a qui acompanyen almenys dues acòlits (nens o nenes). Durant el cant van recorrent l'església en processó fins a arribar al cor: el cantant camina amb una espasa que manté dreta davant de la cara i els acòlits l'envolten portant ciris encesos. En acabar la processó, el cantant traça una creu en l'aire amb l'espasa. Les versions del cant interpretades a l'illa s'executen a cappella, amb un toc d'òrgan entre dos versicles, i no s'aparten tot just del seu origen gregorià. La indumentària del cantant sol comprendre una túnica blanca o de color amb brodats al coll i la vora, així com una capa. Un tocat del mateix color que la túnica completa la seva vestit. Totes les parròquies de Mallorca practiquen aquest ritu, en el qual participen conjuntament totes les generacions, adultes i joves, per garantir la seva transmissió a la posteritat, exercint les funcions de cantors o oficiants, confeccionant els vestits i realitzant diverses tasques complementàries. (UNESCO/BPI)[58] \| » \| | |   |
| « | El cant de la Sibil·la s'interpreta la nit del 24 de desembre a totes les esglésies de l'illa de Mallorca, durant l'ofici de matines de la vigília de Nadal. El entonen un noi o una noia, a qui acompanyen almenys dues acòlits (nens o nenes). Durant el cant van recorrent l'església en processó fins a arribar al cor: el cantant camina amb una espasa que manté dreta davant de la cara i els acòlits l'envolten portant ciris encesos. En acabar la processó, el cantant traça una creu en l'aire amb l'espasa. Les versions del cant interpretades a l'illa s'executen a cappella, amb un toc d'òrgan entre dos versicles, i no s'aparten tot just del seu origen gregorià. La indumentària del cantant sol comprendre una túnica blanca o de color amb brodats al coll i la vora, així com una capa. Un tocat del mateix color que la túnica completa la seva vestit. Totes les parròquies de Mallorca practiquen aquest ritu, en el qual participen conjuntament totes les generacions, adultes i joves, per garantir la seva transmissió a la posteritat, exercint les funcions de cantors o oficiants, confeccionant els vestits i realitzant diverses tasques complementàries. (UNESCO/BPI) | » |

| | Els Castells |   |
| Bé immaterial inscrit en 2010. | |   |
| Localització: Catalunya | |   |
| \| « \| Els "castells" són torres humanes erigides generalment amb motiu de la celebració de festivitats anuals en ciutats i pobles de Catalunya per grups d'aficionats mantenidors d'aquest costum. Tradicionalment, els "castells" s'aixequen a la plaça situada davant de la façana on es troba la balconada principal de l'edifici de l'ajuntament. Col·locant successivament uns damunt les espatlles dels altres, els "castellers" formen torres humanes de sis a deu pisos. El "tronc" de la torre, que està format pels pisos que s'eleven a partir del segon nivell, el mantenen a la part inferior fins a cinc homes extremadament robusts sobre els quals descansen noies o nois joves més esvelts. Finalment, la "pom de dalt", és a dir, la secció formada pels tres últims pisos de la torre la conformen nens i nenes. En la formació de la "pinya", el conglomerat humà que forma la base de la torre, pot participar, en principi, qualsevol de les persones presents. Els grups de "castellers" es diferencien per la seva indumentària, i més concretament pel color de les seves camises. L'ampla faixa amb la qual es protegeixen l'esquena serveix també de punt de suport per als que van s'enfilen cap als pisos superiors de la torre. Abans i després que es formi el "castell", els músics executen diverses melodies populars amb una dolçaina anomenada "gralla", que acompanya també el ritme de construcció de la torre a mesura que es va aixecant. La tècnica de formació dels "castells" es ve transmetent tradicionalment de generació en generació dins de grups i s'adquireix exclusivament mitjançant la pràctica. (UNESCO/BPI)[59] \| » \| | |   |
| « | Els "castells" són torres humanes erigides generalment amb motiu de la celebració de festivitats anuals en ciutats i pobles de Catalunya per grups d'aficionats mantenidors d'aquest costum. Tradicionalment, els "castells" s'aixequen a la plaça situada davant de la façana on es troba la balconada principal de l'edifici de l'ajuntament. Col·locant successivament uns damunt les espatlles dels altres, els "castellers" formen torres humanes de sis a deu pisos. El "tronc" de la torre, que està format pels pisos que s'eleven a partir del segon nivell, el mantenen a la part inferior fins a cinc homes extremadament robusts sobre els quals descansen noies o nois joves més esvelts. Finalment, la "pom de dalt", és a dir, la secció formada pels tres últims pisos de la torre la conformen nens i nenes. En la formació de la "pinya", el conglomerat humà que forma la base de la torre, pot participar, en principi, qualsevol de les persones presents. Els grups de "castellers" es diferencien per la seva indumentària, i més concretament pel color de les seves camises. L'ampla faixa amb la qual es protegeixen l'esquena serveix també de punt de suport per als que van s'enfilen cap als pisos superiors de la torre. Abans i després que es formi el "castell", els músics executen diverses melodies populars amb una dolçaina anomenada "gralla", que acompanya també el ritme de construcció de la torre a mesura que es va aixecant. La tècnica de formació dels "castells" es ve transmetent tradicionalment de generació en generació dins de grups i s'adquireix exclusivament mitjançant la pràctica. (UNESCO/BPI) | » |

| | La dieta mediterrània |   |
| Bé immaterial inscrit en 2010, ampliat en 2013. | |   |
| Element compartit amb Xipre, Croàcia, Grècia, Itàlia, Marroc i Portugal | |   |
| \| « \| La dieta mediterrània comprèn un conjunt de coneixements, competències pràctiques, rituals, tradicions i símbols relacionats amb els cultius i collites agrícoles, la pesca i la cria d'animals, i també amb la forma de conservar, transformar, cuinar, compartir i consumir els aliments. L'acte de menjar junts és un dels fonaments de la identitat i continuïtat culturals de les comunitats de la conca de la Mediterrània. És un moment d'intercanvi social i comunicació, i també d'afirmació i renovació dels llaços que configuren la identitat de la família, el grup o la comunitat. Aquest element del patrimoni cultural immaterial posa en relleu els valors d'hospitalitat, bon veïnatge, diàleg intercultural i creativitat, així com una manera de vida que es guia pel respecte de la diversitat. A més, té un paper essencial de factor de cohesió social en els espais culturals, festes i celebracions, en agrupar a gent de totes les edats, condicions i classes socials. També abasta àmbits com l'artesania i la fabricació de recipients per al transport, conservació i consum d'aliments, com plats de ceràmica i gots. Les dones tenen un paper fonamental en la transmissió de les competències i coneixements relacionats amb la dieta mediterrània, salvaguardant les tècniques culinàries, respectant els ritmes estacionals, observant les festes del calendari i transmetent els valors d'aquest element del patrimoni cultural a les noves generacions. Per la seva banda, els mercats locals d'aliments també tenen un paper fonamental com a espais culturals i llocs de transmissió de la dieta mediterrània en què la pràctica quotidiana d'intercanvis fomenta la concòrdia i el respecte mutu. (UNESCO/BPI) \| » \| | |   |
| « | La dieta mediterrània comprèn un conjunt de coneixements, competències pràctiques, rituals, tradicions i símbols relacionats amb els cultius i collites agrícoles, la pesca i la cria d'animals, i també amb la forma de conservar, transformar, cuinar, compartir i consumir els aliments. L'acte de menjar junts és un dels fonaments de la identitat i continuïtat culturals de les comunitats de la conca de la Mediterrània. És un moment d'intercanvi social i comunicació, i també d'afirmació i renovació dels llaços que configuren la identitat de la família, el grup o la comunitat. Aquest element del patrimoni cultural immaterial posa en relleu els valors d'hospitalitat, bon veïnatge, diàleg intercultural i creativitat, així com una manera de vida que es guia pel respecte de la diversitat. A més, té un paper essencial de factor de cohesió social en els espais culturals, festes i celebracions, en agrupar a gent de totes les edats, condicions i classes socials. També abasta àmbits com l'artesania i la fabricació de recipients per al transport, conservació i consum d'aliments, com plats de ceràmica i gots. Les dones tenen un paper fonamental en la transmissió de les competències i coneixements relacionats amb la dieta mediterrània, salvaguardant les tècniques culinàries, respectant els ritmes estacionals, observant les festes del calendari i transmetent els valors d'aquest element del patrimoni cultural a les noves generacions. Per la seva banda, els mercats locals d'aliments també tenen un paper fonamental com a espais culturals i llocs de transmissió de la dieta mediterrània en què la pràctica quotidiana d'intercanvis fomenta la concòrdia i el respecte mutu. (UNESCO/BPI) | » |

| | Festes de la Mare de Déu de la Salut d'Algemesí |   |
| Bé immaterial inscrit en 2011. | |   |
| Localització: País Valencià (Algemesí) | |   |
| \| « \| La festa de la "Mare de Déu de la Salut" (Nostra Senyora de la Salut) se celebra al municipi d'Algemesí, situat a la província de València. Els dies 7 i 8 de setembre de cada any, unes 1.400 persones participen en representacions teatrals, concerts de música i espectacles de dansa organitzats en els quatre barris històrics de la localitat: València, La Muntanya, Santa Bàrbara i La Capella. Les processons efectuen el seu recorregut des de la Basílica Menor de Sant Jaume fins a la Capella de la Troballa. Les festivitats comencen al so del carilló de la basílica. A la tarda del primer dia, el cor i l'orquestra de la Schola Cantorum interpreten les vespres i després, al so de les campanes, comença la Processó de les Promeses amb Els Misteris (breus obres de teatre sacre interpretades per nens), l'elevació de torres humanes amb acompanyament de músiques tradicionals i l'execució de danses. L'endemà, en la Processó del Matí, dues figures gegants que representen el rei Jaume I d'Aragó i la seva dona Violant d'Hongria s'uneixen als fidels; en la Processó de la Volta Gran, que té lloc a la tarda, desfilen representacions de personatges bíblics i del Nou Testament, en particular els apòstols. La base de la continuïtat d'aquesta festa és la participació del veïnat del poble en el seu conjunt. Tots els vestits, ornaments i accessoris de les festivitats es confeccionen artesanalment i les partitures musicals es transmeten de generació en generació. (UNESCO/BPI)[61] \| » \| | |   |
| « | La festa de la "Mare de Déu de la Salut" (Nostra Senyora de la Salut) se celebra al municipi d'Algemesí, situat a la província de València. Els dies 7 i 8 de setembre de cada any, unes 1.400 persones participen en representacions teatrals, concerts de música i espectacles de dansa organitzats en els quatre barris històrics de la localitat: València, La Muntanya, Santa Bàrbara i La Capella. Les processons efectuen el seu recorregut des de la Basílica Menor de Sant Jaume fins a la Capella de la Troballa. Les festivitats comencen al so del carilló de la basílica. A la tarda del primer dia, el cor i l'orquestra de la Schola Cantorum interpreten les vespres i després, al so de les campanes, comença la Processó de les Promeses amb Els Misteris (breus obres de teatre sacre interpretades per nens), l'elevació de torres humanes amb acompanyament de músiques tradicionals i l'execució de danses. L'endemà, en la Processó del Matí, dues figures gegants que representen el rei Jaume I d'Aragó i la seva dona Violant d'Hongria s'uneixen als fidels; en la Processó de la Volta Gran, que té lloc a la tarda, desfilen representacions de personatges bíblics i del Nou Testament, en particular els apòstols. La base de la continuïtat d'aquesta festa és la participació del veïnat del poble en el seu conjunt. Tots els vestits, ornaments i accessoris de les festivitats es confeccionen artesanalment i les partitures musicals es transmeten de generació en generació. (UNESCO/BPI) | » |

| | Falconeria, un patrimoni humà viu |   |
| Bé immaterial inscrit en 2011 (ampliat en 2012 i 2016). | |   |
| Element compartit amb Alemanya, Aràbia Saudita, Àustria, Bèlgica, Qatar, Corea del Sud, Emirats Àrabs Units, Itàlia, França, Hongria, Kazakhstan, Marroc, Mongòlia, Pakistan, Portugal, Txèquia i Síria | |   |
| \| « \| Al principi, l'home va utilitzar l'art de la falconeria per procurar-se aliments, però la seva evolució posterior va fer que avui dia estigui vinculat principalment a la conservació de la naturalesa, al patrimoni cultural i a les activitats socials de les comunitats. De conformitat amb les seves tradicions i principis ètics, els falconers domen, alimenten i ensinistren per al vol aus de presa -alcònids, i també àguiles i accipítrids-, creant un vincle amb elles i convertint-se en els seus principals protectors. Practicat en molts països de tot el món, l'art de la falconeria pot presentar algunes variants pràctiques -per exemple, en els equipaments utilitzats- però els seus mètodes són sempre anàlegs. Els falconers es consideren un grup específic. De vegades viatgen junts durant setmanes, caçant i explicant-després mútuament les vicissituds de cada jornada a les vetllades que organitzen. Consideren que la falconeria els uneix al passat, especialment quan pertanyen a comunitats en què aquest art representa un dels seus últims vincles amb el medi ambient natural i la seva cultura tradicional. Les pràctiques i coneixements relacionats amb aquest element del patrimoni cultural immaterial es transmeten de generació en generació al si de les famílies, així com mitjançant sistemes de tutoria formal i aprenentatge o cursos de formació impartits en clubs i escoles. En alguns països cal aprovar un examen de nivell nacional per ser falconer. La celebració de trobades i festivals permet a les comunitats de falconers intercanviar coneixements, fomentar la diversitat i sensibilitzar més al públic al valor del seu art. (UNESCO/BPI) \| » \| | |   |
| « | Al principi, l'home va utilitzar l'art de la falconeria per procurar-se aliments, però la seva evolució posterior va fer que avui dia estigui vinculat principalment a la conservació de la naturalesa, al patrimoni cultural i a les activitats socials de les comunitats. De conformitat amb les seves tradicions i principis ètics, els falconers domen, alimenten i ensinistren per al vol aus de presa -alcònids, i també àguiles i accipítrids-, creant un vincle amb elles i convertint-se en els seus principals protectors. Practicat en molts països de tot el món, l'art de la falconeria pot presentar algunes variants pràctiques -per exemple, en els equipaments utilitzats- però els seus mètodes són sempre anàlegs. Els falconers es consideren un grup específic. De vegades viatgen junts durant setmanes, caçant i explicant-després mútuament les vicissituds de cada jornada a les vetllades que organitzen. Consideren que la falconeria els uneix al passat, especialment quan pertanyen a comunitats en què aquest art representa un dels seus últims vincles amb el medi ambient natural i la seva cultura tradicional. Les pràctiques i coneixements relacionats amb aquest element del patrimoni cultural immaterial es transmeten de generació en generació al si de les famílies, així com mitjançant sistemes de tutoria formal i aprenentatge o cursos de formació impartits en clubs i escoles. En alguns països cal aprovar un examen de nivell nacional per ser falconer. La celebració de trobades i festivals permet a les comunitats de falconers intercanviar coneixements, fomentar la diversitat i sensibilitzar més al públic al valor del seu art. (UNESCO/BPI) | » |

| | La festa dels patis de Còrdova |   |
| Bé immaterial inscrit en 2012. | |   |
| Localització: Andalusia (Còrdova) | |   |
| \| « \| A principis del mes de maig, i per espai de dotze dies, té lloc a Còrdova la festa dels patis. Les cases de pati són habitatges col·lectius habitades per diverses famílies, o grups d'habitatges individuals, que posseeixen un pati en comú i estan situades al barri vell de la ciutat. Els patis estan ornamentats amb un sens fi de plantes de múltiples varietats acurada i atractivament disposades. La festa comprèn dos esdeveniments principals: el Concurs de Patis i la Festa dels Patis de Còrdova. En el concurs s'atorguen diverses categories de premis en funció de l'ornamentació vegetal i floral dels patis, reixes i balcons. Els patis participants en el concurs estan oberts al públic durant tota la festa. Aquesta consisteix en espectacles, organitzats principalment en els patis més grans, on s'interpreten cançons i músiques populars cordoveses, en particular cants i balls flamencs. Els veïns, juntament amb les seves famílies i amics, s'agrupen per ornamentar els patis, que es converteixen en llocs d'esplai i celebracions col·lectives en què tots mengen i beuen junts. La Festa dels Patis de Còrdova promou la funció del pati com a lloc de trobada intercultural i fomenta una manera de vida col·lectiu sostenible, basat en l'establiment de vincles socials sòlids i de xarxes de solidaritat i intercanvis entre veïns, estimulant al mateix temps l'adquisició de coneixements i el respecte per la natura. (UNESCO/BPI)[63] \| » \| | |   |
| « | A principis del mes de maig, i per espai de dotze dies, té lloc a Còrdova la festa dels patis. Les cases de pati són habitatges col·lectius habitades per diverses famílies, o grups d'habitatges individuals, que posseeixen un pati en comú i estan situades al barri vell de la ciutat. Els patis estan ornamentats amb un sens fi de plantes de múltiples varietats acurada i atractivament disposades. La festa comprèn dos esdeveniments principals: el Concurs de Patis i la Festa dels Patis de Còrdova. En el concurs s'atorguen diverses categories de premis en funció de l'ornamentació vegetal i floral dels patis, reixes i balcons. Els patis participants en el concurs estan oberts al públic durant tota la festa. Aquesta consisteix en espectacles, organitzats principalment en els patis més grans, on s'interpreten cançons i músiques populars cordoveses, en particular cants i balls flamencs. Els veïns, juntament amb les seves famílies i amics, s'agrupen per ornamentar els patis, que es converteixen en llocs d'esplai i celebracions col·lectives en què tots mengen i beuen junts. La Festa dels Patis de Còrdova promou la funció del pati com a lloc de trobada intercultural i fomenta una manera de vida col·lectiu sostenible, basat en l'establiment de vincles socials sòlids i de xarxes de solidaritat i intercanvis entre veïns, estimulant al mateix temps l'adquisició de coneixements i el respecte per la natura. (UNESCO/BPI) | » |

| | Festes del foc del solstici d'estiu als Pirineus |   |
| Bé immaterial inscrit en 2015 (compartit amb Andorra i França). | |   |
| \| « \| A la regió pirinenca les festes del foc tenen lloc tots els anys durant la nit del solstici d'estiu. Quan cau la nit, els habitants baixen amb torxes enceses des dels cims de les muntanyes cap als seus pobles i ciutats, calant foc a tot un seguit de fogueres preparades a la manera tradicional. Per als joves, el descens de la muntanya és un esdeveniment d'especial importància, ja que simbolitza el seu pas de l'adolescència a l'edat adulta. Es considera que les festes del foc constitueixen una ocasió per regenerar els vincles socials i enfortir els sentiments de pertinença, identitat i continuïtat de les comunitats, d'aquí que la seva celebració vagi acompanyada de menjars col·lectius i cants i balls folklòrics. De vegades s'assignen funcions específiques a determinades persones: en alguns municipis és l'alcalde qui encén la primera foguera, i en altres és un sacerdot què la il·lumina o beneeix. En algunes comarques, és l'últim veí jovençà del poble qui encén el foc i encapçala la marxa de descens des de la muntanya. En altres parts, les joves solteres esperen l'arribada dels portadors de torxes als pobles per donar-los la benvinguda amb vi i dolços. L'endemà al matí, els veïns recullen les brases i cendres de les fogueres i les porten a casa i horts per protegir-los. Aquestes expressions culturals estan profundament arrelades en les comunitats i es perpetuen gràcies a una xarxa d'associacions i institucions locals. El lloc de transmissió més important d'aquest element del patrimoni cultural immaterial és la llar familiar, on els seus membres el conserven viu en la memòria. (UNESCO/BPI)[64] \| » \| | |   |
| « | A la regió pirinenca les festes del foc tenen lloc tots els anys durant la nit del solstici d'estiu. Quan cau la nit, els habitants baixen amb torxes enceses des dels cims de les muntanyes cap als seus pobles i ciutats, calant foc a tot un seguit de fogueres preparades a la manera tradicional. Per als joves, el descens de la muntanya és un esdeveniment d'especial importància, ja que simbolitza el seu pas de l'adolescència a l'edat adulta. Es considera que les festes del foc constitueixen una ocasió per regenerar els vincles socials i enfortir els sentiments de pertinença, identitat i continuïtat de les comunitats, d'aquí que la seva celebració vagi acompanyada de menjars col·lectius i cants i balls folklòrics. De vegades s'assignen funcions específiques a determinades persones: en alguns municipis és l'alcalde qui encén la primera foguera, i en altres és un sacerdot què la il·lumina o beneeix. En algunes comarques, és l'últim veí jovençà del poble qui encén el foc i encapçala la marxa de descens des de la muntanya. En altres parts, les joves solteres esperen l'arribada dels portadors de torxes als pobles per donar-los la benvinguda amb vi i dolços. L'endemà al matí, els veïns recullen les brases i cendres de les fogueres i les porten a casa i horts per protegir-los. Aquestes expressions culturals estan profundament arrelades en les comunitats i es perpetuen gràcies a una xarxa d'associacions i institucions locals. El lloc de transmissió més important d'aquest element del patrimoni cultural immaterial és la llar familiar, on els seus membres el conserven viu en la memòria. (UNESCO/BPI) | » |

| | La festa de les Falles de València |   |
| Bé immaterial inscrit en 2016. | |   |
| Localització: País Valencià | |   |
| \| « \| Celebrada per saludar l'arribada de la primavera per comunitats de la ciutat i regió de València i per la diàspora valenciana emigrada a l'estranger, aquesta festa tradicional es caracteritza per la construcció i instal·lació d'enormes grups escultòrics ( falles ) compostos per efígies caricaturesques ( ninots ), que els artistes i artesans locals creen inspirant-se en successos de l'actualitat política i social. Per simbolitzar la purificació i renovació primaverals de l'activitat social de les comunitats, les falles s'erigeixen en les places de la ciutat entre el 14 i el 19 de març i se'ls cala foc aquest últim dia, que marca la fi de les celebracions. Mentre dura la festa desfilen pels carrers bandes de música, el públic menja a l'aire lliure i es tiren nombrosos castells de focs artificials. Es tria a una reina de la festa, la "Fallera Major", que assumeix la tasca de promoure la festivitat durant un any, encoratjant a la població local i els visitants a contribuir a la preparació de les celebracions i participar-hi. Les pràctiques i els coneixements vinculats a aquest element del patrimoni cultural es transmeten en les famílies, i en particular dins de les dinasties d'artistes i artesans fabricants de 'ninots' que s'agrupen en gremis constituïts en el si de les comunitats ciutadanes participants. Les Falles de València propicien la creativitat col·lectiva i la salvaguarda de les arts i artesanies tradicionals. També constitueixen un motiu d'orgull per a les comunitats i contribueixen a forjar la seva identitat cultural i la seva cohesió social. En el passat, aquesta festa va permetre també que es preservés la llengua valenciana quan es va prohibir el seu ús.(UNESCO/BPI)[65] \| » \| | |   |
| « | Celebrada per saludar l'arribada de la primavera per comunitats de la ciutat i regió de València i per la diàspora valenciana emigrada a l'estranger, aquesta festa tradicional es caracteritza per la construcció i instal·lació d'enormes grups escultòrics ( falles ) compostos per efígies caricaturesques ( ninots ), que els artistes i artesans locals creen inspirant-se en successos de l'actualitat política i social. Per simbolitzar la purificació i renovació primaverals de l'activitat social de les comunitats, les falles s'erigeixen en les places de la ciutat entre el 14 i el 19 de març i se'ls cala foc aquest últim dia, que marca la fi de les celebracions. Mentre dura la festa desfilen pels carrers bandes de música, el públic menja a l'aire lliure i es tiren nombrosos castells de focs artificials. Es tria a una reina de la festa, la "Fallera Major", que assumeix la tasca de promoure la festivitat durant un any, encoratjant a la població local i els visitants a contribuir a la preparació de les celebracions i participar-hi. Les pràctiques i els coneixements vinculats a aquest element del patrimoni cultural es transmeten en les famílies, i en particular dins de les dinasties d'artistes i artesans fabricants de 'ninots' que s'agrupen en gremis constituïts en el si de les comunitats ciutadanes participants. Les Falles de València propicien la creativitat col·lectiva i la salvaguarda de les arts i artesanies tradicionals. També constitueixen un motiu d'orgull per a les comunitats i contribueixen a forjar la seva identitat cultural i la seva cohesió social. En el passat, aquesta festa va permetre també que es preservés la llengua valenciana quan es va prohibir el seu ús.(UNESCO/BPI) | » |

### Millors pràctiques de salvaguarda
L'article 18 de la convenció de la UNESCO de 2003 estipula que el comitè intergovernamental selecciona periòdicament entre les propostes presentades pels estats parts, programes, projectes i activitats de salvaguarda del patrimoni cultural immaterial que reflecteixin millor els principis i objectius de la convenció. Espanya compta amb tres projectes entre les millors pràctiques de salvaguarda sota les denominacions de Centre per a la cultura tradicional - Projecte pedagògic de l'escola-museu de Pusol, 'Revitalització del saber tradicional de la cal artesanal a Morón de la Frontera (Sevilla) i Metodologia per realitzar inventaris del patrimoni cultural immaterial en reserves de la biosfera - L'experiència del Montseny, seleccionats en 2009, 2011 i 2013, respectivament.
| « | Aquest projecte educatiu innovador té dos objectius generals: promoure l'educació basada en valors mitjançant la integració del patrimoni cultural i natural local al currículum i contribuir a la preservació del patrimoni d'Elx mitjançant l'educació, la formació, l'acció directa i la sensibilització en la comunitat educativa. Implementat a l'escola pública rural d'un sol mestre de Pusol (Elx, Espanya) el 1968, el projecte ha aconseguit integrar el patrimoni en l'educació formal. Guiats per professors i col·laboradors externs, els nens exploren, en un ambient de joc, el ric patrimoni d'Elx en contacte amb els portadors de tradicions i contribueixen directament a la seva preservació. Els nens realitzen la recollida de dades de camp, la museografia, i ensenyen els uns als altres i els visitants sobre el patrimoni, estudiant i explorant el patrimoni per si mateixos. El projecte ha capacitat a gairebé 500 escolars i ha donat lloc a un museu escolar amb més de 61.000 entrades d'inventari i 770 arxius orals, preservant el patrimoni de la vida quotidiana i promovent el mapeig cultural dels recursos del patrimoni local. Entre 1968 i mitjans dels anys vuitanta, el projecte es va mantenir dins dels límits del districte rural de Pusol, on es trobava l'escola. Però a mesura que el coneixement dels valors i els assoliments del projecte es va difondre, l'abast operatiu del projecte va créixer, primer involucrant els restants districtes rurals del camp d'Elx (a mitjans dels anys 80) i més tard la ciutat d'Elx (1990). El projecte és molt apreciat per la comunitat rural local, la població general d'Elx i experts en educació i cultura pel seu caràcter pioner, democràtic, integrador i participatiu, i pot servir com un model que demostri la viabilitat de la salvaguarda del patrimoni ascendent. (UNESCO/BPI) | » |

| « | La pràctica de la fabricació tradicional de la calç ha estat durant molt de temps una font de llocs de treball per Morón de la Frontera, i també un signe distintiu de la seva identitat. Quan la fabricació industrial de la calç va fer declinar la producció artesanal, els forns calciners es van deixar d'utilitzar i la transmissió de coneixements cessar. L'objectiu primordial del projecte és fer prendre consciència de la importància que revesteix la pràctica de la fabricació artesanal de la calç, així com millorar les condicions de vida dels artesans calciners. Per a això, es va fundar l'Associació Cultural Forns de Calç de Morón, que ha creat un centre d'etnografia i un museu viu on es presenta in situ el procediment de fabricació artesanal. En el marc del projecte, s'han restaurat els forns i s'està fomentant activament la transmissió de les tècniques de producció a les noves generacions. Realitzades en cooperació amb els artesans calciners, les activitats de divulgació i sensibilització se centren en la recuperació de tècniques de fabricació expertes per al seu ús en construcció sostenible. També s'ha impulsat l'edició de publicacions audiovisuals i la realització de demostracions en fires, i actualment s'està preparant l'organització del Congrés Ibèric de la Calç, la celebració està prevista per al 2012. L'Associació ha participat en un projecte nacional de sensibilització sobre la pintura al fresc, així com en el projecte internacional "Transferència al Marroc (Àfrica del Nord) del model de Centres de Promoció de l'Artesania". El projecte ha involucrat a les parts interessades i els veïns de Morón de la Frontera en el procés d'adopció de decisions. (UNESCO/BPI) | » |

| « | Aquest projecte, que va ser creat per iniciativa d'una organització no governamental -el Centre UNESCO de Catalunya- i té per objecte identificar el patrimoni cultural immaterial en una reserva de biosfera i confeccionar inventaris, es va dur a terme al territori de la Reserva de Biosfera i Parc Nacional del Montseny pertanyent la Comunitat Autònoma de Catalunya, en cooperació amb institucions i parts interessades locals que treballen en els camps de l'etnologia i la cultura popular i tradicional catalana. Els tres objectius principals del projecte van ser els següents: crear una metodologia per a la preparació d'inventaris, confeccionar un inventari i elaborar un document sobre la contribució del patrimoni cultural immaterial al desenvolupament sostenible. A més, el pla de participació del projecte i el treball realitzat sobre el terreny van permetre estimular la cooperació de la població local en la tasca d'identificar el seu patrimoni cultural immaterial. La metodologia elaborada per al projecte es pot adaptar a nivell regional i internacional, i també es pot utilitzar en els països en desenvolupament. Les observacions sobre la contribució del patrimoni cultural immaterial al desenvolupament sostenible també poden ser útils per als països que posseeixen un ric patrimoni natural i immaterial i que, al mateix temps, tracten de millorar les condicions de vida de les seves poblacions sense posar en perill les de les generacions futures. (UNESCO/BPI) | » |